# Temporada 2021 del Campeonato Brasileño de Superbikes
La temporada 2021 del Campeonato Brasileño de Superbikes es la 12.ª edición del Campeonato Brasileño de Superbikes desde que este iniciara en 2010.
El "Campeonato Brasileño de Superbikes" es la principal categoría de motociclismo en Brasil junto con Campeonato Brasileño de Moto 1000 GP. Fue creado en 2010. y ha sido gestionado desde su fundación por la empresa de Bruno Corano.
Una superbike (abreviado a menudo como SBK) es un tipo de motocicleta que se utiliza en competiciones de motociclismo de velocidad, entre ellas el Campeonato Mundial de Superbikes y el Campeonato Mundial de Motociclismo de Resistencia. A diferencia de las motocicletas usadas en el Campeonato Mundial de Motociclismo, las superbikes deben ser modelos derivados de los de serie. Esto las hace menos costosas de desarrollar y mantener, por lo cual varios campeonatos nacionales de motociclismo de velocidad se disputan con ellas.
Para que las marcas de motocicletas puedan usar sus motocicletas en los campeonatos, deben primero homologarlas y vender una cierta cantidad de unidades al público. Según el campeonato, se permite la modificación de suspensiones, frenos y ruedas. Los motores son de alta cilindrada: entre 850 y 1200 cc para motores bicilíndricos, y entre 750 y 1000 cc para los de cuatro cilindros. Hasta mediados de la década de 1990, también se permitieron motores de dos tiempos en lugar de cuatro tiempos, en este caso de hasta 500 cc de cilindrada.

## Calendario
| Ronda | Fecha            | Gran Premio                   | Circuito                              | Ciudad          | Horário | Info  |
| ----- | ---------------- | ----------------------------- | ------------------------------------- | --------------- | ------- | ----- |
| 1     | 28 de mayo       | Grande Prêmio de São Paulo    | Autódromo Internacional de Interlagos | São Paulo, SP   | 08h00   | [ 1 ] |
| 2     | 18 de junio      | Grande Prêmio Petrobras       | Autódromo Internacional de Interlagos | São Paulo, SP   | 08h00   | [ 2 ] |
| 3     | 23 de julio      | Grande Prêmio Elf             | Autódromo Internacional de Interlagos | São Paulo, SP   | 08h00   | [ 3 ] |
| 4     | 22 de agosto     | Grande Prêmio Suhai           | Autódromo Internacional de Interlagos | São Paulo, SP   | 08h00   | [ 4 ] |
| 5     | 24 de septiembre | Grande Prêmio de Goiânia      | Autódromo Ayrton Senna                | Goiânia, GO     | 08h00   | [ 5 ] |
| 6     | 28 de octubre    | Grande Prêmio de Curitiba     | Autódromo Internacional de Curitiba   | Curitiba, PR    | 08h00   | [ 6 ] |
| 7     | 18 de noviembre  | Grande Prêmio de Minas Gerais | Autódromo Potenza                     | Lima Duarte, MG | 08h00   | [ 7 ] |
| 8     | 16 de diciembre  | Grande Prêmio de Interlagos   | Autódromo Internacional de Interlagos | São Paulo, SP   | 08h00   | [ 8 ] |

## Equipos y pilotos

### Superbike
| Equipo                                          | Constructor | Moto                  | Neu. | N.º | Piloto               | Rondas        |
| ----------------------------------------------- | ----------- | --------------------- | ---- | --- | -------------------- | ------------- |
| RXP / TRH Racing                                | Honda       | Honda CBR 1000RR      | P    | 28  | Pedro Sampaio        | Todas         |
| RXP / TRH Racing                                | Kawasaki    | Kawasaki Ninja ZX-10R | P    | 333 | Beto Auad            | 1-3, 5 y 7-8  |
| JC Racing Team                                  | Kawasaki    | Kawasaki Ninja ZX-10R | P    | 53  | Leonardo Tamburro    | Todas         |
| JC Racing Team                                  | Kawasaki    | Kawasaki Ninja ZX-10R | P    | 74  | Luca Iannaccone      | 1-2, 4, 6 y 8 |
| Controllity Racing                              | Kawasaki    | Kawasaki Ninja ZX-10R | P    | 832 | Mauriti Ribeiro Jr   | Todas         |
| Controllity Racing                              | Kawasaki    | Kawasaki Ninja ZX-10R | P    | 89  | Rogério Ceratti      | 3, 5 y 8      |
| MCR JNKYARD Designs                             | Ducati      | Ducati Panigale V4 S  | P    | 92  | Facundo Sanguinetti  | 1-4 y 6-8     |
| MCR JNKYARD Designs                             | Ducati      | Ducati Panigale V4 S  | P    | 42  | Victor Villaverde    | 1-6 y 8       |
| SPR - Deiton                                    | BMW         | BMW S1000RR           | P    | 56  | Júlio Fortunato      | 1-3 y 5-8     |
| SPR - Deiton                                    | BMW         | BMW S1000RR           | P    | 8   | Maximilian Hackl     | 1-2 y 4-5     |
| Ballards Organics PCP Motorsports               | Aprilia     | Aprilia RSV4          | P    | 58  | Márcio Fumagalli     | 1-4 y 7       |
| Ballards Organics PCP Motorsports               | Aprilia     | Aprilia RSV4          | P    | 59  | Francisco Vélez      | 1-2 y 7-8     |
| Uebrick Racing                                  | MV Agusta   | MV Agusta F4 RR       | P    | 78  | Alejandro Piedrahíta | 1 y 6-8       |
| Uebrick Racing                                  | MV Agusta   | MV Agusta F4 RR       | P    | 86  | Jorge Schwerz        | 1 y 3         |
| Roseville Yamaha Haeseker Racing                | Yamaha      | Yamaha R1 GP 1000     | P    | 11  | Ignácio Rodríguez    | 1-4           |
| Roseville Yamaha Haeseker Racing                | Yamaha      | Yamaha R1 GP 1000     | P    | 81  | Evando Behr          | 1-2, 4 y 6    |
| Iowa Pump Works                                 | Bimota      | Bimota DB 1000        | P    | 4   | Fernando Henning     | 1-4 y 6-7     |
| Iowa Pump Works                                 | Bimota      | Bimota DB 1000        | P    | 62  | Hermes Machado       | 1-2 y 4-8     |
| AEO Powersports Factory Connection Split Design | BMW         | BMW S1000RR           | P    | 98  | Maicon Zuge          | 1 y 3-4       |
| AEO Powersports Factory Connection Split Design | BMW         | BMW S1000RR           | P    | 14  | Gilberto Gadones     | 6-7           |
| Koube Motonil Motors                            | Kawasaki    | Kawasaki Ninja ZX-10R | P    | 44  | Guilherme Brito      | 1 y 6-8       |
| Koube Motonil Motors                            | Kawasaki    | Kawasaki Ninja ZX-10R | P    | 3   | Leonardo Neiland     | 4-5 y 7-8     |
| 909 Motors                                      | Suzuki      | Suzuki GSX-R 1000     | P    | 64  | Maurício Roldán      | 3             |
| 909 Motors                                      | Suzuki      | Suzuki GSX-R 1000     | P    | 65  | Adriano Palladino    | 5             |
| Racer X                                         | BMW         | BMW S1000RR           | P    | 2   | Éverton Marinho      | 4             |
| Racer X                                         | BMW         | BMW S1000RR           | P    | 99  | Marcelo Lago         | 5             |
| Tecfil Racing Team                              | BMW         | BMW S1000RR           | P    | 37  | Márcio Bortolini     | 8             |
| Tecfil Racing Team                              | BMW         | BMW S1000RR           | P    | 17  | Danilo Lewis         | 6-8           |
| Hayes Racing                                    | Yamaha      | Yamaha R1 GP 1000     | P    | 66  | Luciano Rocha        | 5             |
| Tom Racing                                      | Kawasaki    | Kawasaki Ninja ZX-10R | P    | 251 | Tiago Binkowski      | 6-7           |
| Tom Racing                                      | Kawasaki    | Kawasaki Ninja ZX-10R | P    | 70  | Gilberto Azambuja    | 7-8           |
| Garagem SBK                                     | Kawasaki    | Kawasaki Ninja ZX-10R | P    | 511 | Caetano Mello        | 6             |
| Garagem SBK                                     | Kawasaki    | Kawasaki Ninja ZX-10R | P    | 25  | Fernando Minuscoli   | 6             |
| BMW Motorrad Motorsport                         | BMW         | BMW S1000RR           | P    | 34  | Bruno Corano         | 8             |

| Legenda             |
| ------------------- |
| Piloto da Temporada |
| Piloto Convidado    |
| Piloto Substituto   |

### Superbike Pro Master
| Equipo                        | Constructor | Moto                  | Neu. | N.º | Piloto               | Rondas        |
| ----------------------------- | ----------- | --------------------- | ---- | --- | -------------------- | ------------- |
| Boettger Racing               | KTM         | KTM RC 8C             | P    | 53  | Matheus Andreas      | 1-5 y 7       |
| Boettger Racing               | KTM         | KTM RC 8C             | P    | 59  | Ricardo Garay        | 1, 3 y 5-7    |
| Red Bull KTM Racing           | KTM         | KTM RC 8C             | P    | 38  | Mauri Grando         | Todas         |
| Red Bull KTM Racing           | KTM         | KTM RC 8C             | P    | 94  | Emiliano Bogado      | Todas         |
| Alex Barros Racing            | BMW         | BMW S1000RR           | P    | 4   | Alex Barros          | Todas         |
| Alex Barros Racing            | BMW         | BMW S1000RR           | P    | 70  | Wílson Gross         | Todas         |
| Yamaha Motor Argentina Racing | Yamaha      | Yamaha R1 GP 1000     | P    | 7   | Federico Boasso      | Todas         |
| Yamaha Motor Argentina Racing | Yamaha      | Yamaha R1 GP 1000     | P    | 27  | Alessandro Seghetti  | 3             |
| Bristol Racing                | Gas Gas     | Gas Gas G1000 Concept | P    | 37  | Marcelo Machado      | Todas         |
| Bristol Racing                | Gas Gas     | Gas Gas G1000 Concept | P    | 3   | Alexandre Fraga      | Todas         |
| Nielsen Racing                | Kawasaki    | Kawasaki Ninja ZX-10R | P    | 76  | Fabiano Mazzochin    | 1-2 y 4-8     |
| Nielsen Racing                | Kawasaki    | Kawasaki Ninja ZX-10R | P    | 55  | Reinaldo Pereira     | Todas         |
| Quantfur Series Team          | KTM         | KTM RC 8C             | P    | 85  | Santiago Valenzuela  | 1, 3 y 5      |
| Quantfur Series Team          | KTM         | KTM RC 8C             | P    | 26  | Jonathan Dellarossa  | 1, 3 y 5-8    |
| Brandt Motorsport             | Honda       | Honda CBR 1000RR      | P    | 77  | Mauro Guevgeozián    | 3             |
| Brandt Motorsport             | Honda       | Honda CBR 1000RR      | P    | 98  | Gabriel Vaz          | 1 y 3         |
| Greco Racing Team             | Honda       | Honda CBR 1000RR      | P    | 51  | Mariano Puch         | 2 y 5         |
| Greco Racing Team             | Honda       | Honda CBR 1000RR      | P    | 20  | Solano Silva         | 2, 4, 6 y 8   |
| Zosh Competition              | Husqvarna   | Husqvarna W1000       | P    | 75  | Fernando Medeiros    | Todas         |
| Zosh Competition              | Husqvarna   | Husqvarna W1000       | P    | 49  | Vítor Amaral         | 1, 3, 5 y 7   |
| Team Virage                   | Honda       | Honda CBR 1000RR      | P    | 82  | Guilherme Guedes     | 1 y 4-8       |
| Team Virage                   | Honda       | Honda CBR 1000RR      | P    | 25  | César Busnello       | Todas         |
| Pegasus Racing                | KTM         | KTM RC 8C             | P    | 62  | Jair Mendes          | Todas         |
| Pegasus Racing                | KTM         | KTM RC 8C             | P    | 64  | Vinícius Carvalho    | 1 y 3         |
| Graff Racing                  | KTM         | KTM RC 8C             | P    | 36  | Marc Carbó           | 1, 3, 5 y 7-8 |
| Graff Racing                  | KTM         | KTM RC 8C             | P    | 79  | Andrés Mehring       | 4             |
| Graff Racing                  | KTM         | KTM RC 8C             | P    | 54  | Roberto Silva        | 1 y 3         |
| Dall Racing                   | KTM         | KTM RC 8C             | P    | 92  | Rogério Poggere      | 6 y 8         |
| Dall Racing                   | KTM         | KTM RC 8C             | P    | 43  | Mariano Serra        | 4-8           |
| Carpek Racing                 | Yamaha      | Yamaha R1 GP 1000     | P    | 30  | Álvaro Becker        | Todas         |
| Carpek Racing                 | Yamaha      | Yamaha R1 GP 1000     | P    | 10  | Rodrigo Pox          | Todas         |
| TF Performance                | Honda       | Honda CBR 1000RR      | P    | 24  | Carlos Saraiva       | Todas         |
| TF Performance                | Honda       | Honda CBR 1000RR      | P    | 40  | Jorge Cardoso        | 1-4, 6 y 8    |
| Speed Motor                   | Yamaha      | Yamaha R1 GP 1000     | P    | 48  | Bruno Pataxo         | Todas         |
| Speed Motor                   | Yamaha      | Yamaha R1 GP 1000     | P    | 68  | Elias Cabreira       | 1, 3, 5 y 7-8 |
| Oregon Team                   | Yamaha      | Yamaha R1 GP 1000     | P    | 12  | Nélson Santana       | 1-5 y 7-8     |
| Oregon Team                   | Yamaha      | Yamaha R1 GP 1000     | P    | 1   | João Marcelo Tavares | 1, 3 y 5-8    |
| Pajot Team                    | Suzuki      | Suzuki GSX-R 1000     | P    | 99  | Mário Manfro         | 2             |
| UNIQ Racing                   | Honda       | Honda CBR 1000RR      | P    | 18  | Fernando Resner      | 1             |
| UNIQ Racing                   | Honda       | Honda CBR 1000RR      | P    | 84  | Rafael Pinto         | 1             |
| Projeto E20 Motorsport        | Husqvarna   | Husqvarna W1000       | P    | 9   | Marko Scepovic       | 1             |
| Seunier Racing                | Yamaha      | Yamaha R1 GP 1000     | P    | 34  | Giovanni Ferraz      | 5 y 7         |
| Seunier Racing                | Yamaha      | Yamaha R1 GP 1000     | P    | 96  | Rodrigo Conte        | 5 y 7-8       |
| Seunier Racing                | Yamaha      | Yamaha R1 GP 1000     | P    | 52  | Adavílson Lazzarotto | 1, 3-5 y 7-8  |
| Garnier Team                  | Husqvarna   | Husqvarna W1000       | P    | 97  | Ricardo Cougo        | 1 y 3         |
| Garnier Team                  | Husqvarna   | Husqvarna W1000       | P    | 31  | Ari Zanoni           | 1 y 3         |
| Serpollet Motorsport          | Honda       | Honda CBR 1000RR      | P    | 87  | Danny Araújo         | Todas         |
| Hildebrand Racing             | Husqvarna   | Husqvarna W1000       | P    | 39  | Ibrail Vergueiro     | 1 y 3-8       |
| ZyXEL RRT                     | Husqvarna   | Husqvarna W1000       | P    | 44  | Bruno Eizerik        | Todas         |
| ZyXEL RRT                     | Husqvarna   | Husqvarna W1000       | P    | 47  | Pedro Stein          | 1 y 3-8       |
| OF3 Motorsport                | KTM         | KTM RC 8C             | P    | 57  | Lucas Fuhr           | Todas         |

| Legenda             |
| ------------------- |
| Piloto da Temporada |
| Piloto Convidado    |
| Piloto Substituto   |

### Superbike Light
| Equipo                 | Constructor | Moto                  | Neu. | N.º | Piloto                       | Rondas     |
| ---------------------- | ----------- | --------------------- | ---- | --- | ---------------------------- | ---------- |
| PSBK Racing            | Kawasaki    | Kawasaki Ninja ZX-10R | P    | 64  | André Veríssimo              | Todas      |
| PSBK Racing            | Kawasaki    | Kawasaki Ninja ZX-10R | P    | 80  | Manow Martins                | Todas      |
| Controllity Racing     | Kawasaki    | Kawasaki Ninja ZX-10R | P    | 3   | Joelsu Mitiko                | Todas      |
| Controllity Racing     | Kawasaki    | Kawasaki Ninja ZX-10R | P    | 41  | Felipe Macan                 | 7-8        |
| Ello Racing            | BMW         | BMW S1000RR           | P    | 50  | Rodrigo Dazzi                | 4-5 y 7-8  |
| Ello Racing            | BMW         | BMW S1000RR           | P    | 75  | Raphael Santos               | Todas      |
| Lancer Racing          | BMW         | BMW S1000RR           | P    | 17  | Luís Armando Boechat         | Todas      |
| Lancer Racing          | BMW         | BMW S1000RR           | P    | 78  | Leandro Pardini              | Todas      |
| Paddon Motorsport      | BMW         | BMW S1000RR           | P    | 67  | Peterson Pet                 | 1-6        |
| Paddon Motorsport      | BMW         | BMW S1000RR           | P    | 73  | Rafael Palmieri "Rizada"     | 1, 3-4 y 6 |
| Hayden Team            | Kawasaki    | Kawasaki Ninja ZX-10R | P    | 94  | Osvaldo Jorge "Duende"       | 4 y 8      |
| Hayden Team            | Kawasaki    | Kawasaki Ninja ZX-10R | P    | 79  | Danilo Brun                  | Todas      |
| Pozzo Racing           | Kawasaki    | Kawasaki Ninja ZX-10R | P    | 69  | Tiago Binkowski              | 6          |
| Pozzo Racing           | Kawasaki    | Kawasaki Ninja ZX-10R | P    | 97  | Fernando Minuscoli           | 6          |
| GM Euro Sport          | Honda       | Honda CBR 1000RR      | P    | 49  | Rodrigo Simon                | 1-7        |
| GM Euro Sport          | Honda       | Honda CBR 1000RR      | P    | 46  | Eduardo Marques              | 5          |
| Toloza Racing          | MV Agusta   | MV Agusta F4 1000     | P    | 83  | Santiago Toloza              | 8          |
| Toloza Racing          | MV Agusta   | MV Agusta F4 1000     | P    | 57  | Mauro Burruchaga             | 8          |
| Top Run SRL            | BMW         | BMW S1000RR           | P    | 74  | Sérgio Prates                | 1-4        |
| Top Run SRL            | BMW         | BMW S1000RR           | P    | 12  | Luís Ferraz                  | Todas      |
| Bastos Motul BMW       | BMW         | BMW S1000RR           | P    | 65  | Lúcio Mauro "Maurão          | 5 y 8      |
| Simon Racing           | Kawasaki    | Kawasaki Ninja ZX-10R | P    | 37  | Émerson Luiz                 | 3-4        |
| Simon Racing           | Kawasaki    | Kawasaki Ninja ZX-10R | P    | 87  | Luiz Bertoli                 | 1-6 y 8    |
| Technica International | Suzuki      | Suzuki GSX-R 1000     | P    | 11  | Elson Tenebra Otero          | 8          |
| Technica International | Suzuki      | Suzuki GSX-R 1000     | P    | 99  | Luciano Pokémon              | 3-4        |
| Bozian Racing          | KTM         | KTM RC 8C             | P    | 31  | Fabrício Marciano de Freitas | 8          |
| F.P.F. Sport           | Kawasaki    | Kawasaki Ninja ZX-10R | P    | 40  | Caetano Mello                | 6          |
| F.P.F. Sport           | Kawasaki    | Kawasaki Ninja ZX-10R | P    | 14  | Marcelo Skaf                 | 1-7        |
| LPM Racing             | Kawasaki    | Kawasaki Ninja ZX-10R | P    | 5   | Leandro Siqueira             | 4          |
| LPM Racing             | Kawasaki    | Kawasaki Ninja ZX-10R | P    | 53  | Juliano Ferrante             | 2 y 6      |
| Tuning Prosport        | Kawasaki    | Kawasaki Ninja ZX-10R | P    | 6   | Alex Godói                   | Todas      |
| Blue Rose Team         | Suzuki      | Suzuki GSX-R 1000     | P    | 44  | Édson Luiz Mamute            | 1 y 3-8    |
| Prodrive               | BMW         | BMW S1000RR           | P    | 96  | Wesley Lima                  | Todas      |
| Ipatec Racing          | BMW         | BMW S1000RR           | P    | 42  | Felipe Comerlatto            | 1-6        |
| Ipatec Racing          | BMW         | BMW S1000RR           | P    | 10  | Nélson Gonçalves "Mágico"    | Todas      |
| Panhard Racing         | BMW         | BMW S1000RR           | P    | 43  | Victor Villaverde            | 1, 4 y 8   |
| Panhard Racing         | BMW         | BMW S1000RR           | P    | 93  | Demétrius Machado            | 7          |
| Levassor Autosport     | Yamaha      | Yamaha R1 GP 1000     | P    | 82  | Breno Barbosa                | 1, 3-5 y 8 |
| Levassor Autosport     | Yamaha      | Yamaha R1 GP 1000     | P    | 39  | Serginho Aparecido da Silva  | 1-5 y 8    |
| Roussat Team           | Honda       | Honda CBR 1000RR      | P    | 20  | Édson Errera                 | Todas      |
| Roussat Team           | Honda       | Honda CBR 1000RR      | P    | 71  | Chrystian Quick              | 2-5        |
| GTF Racing             | Ducati      | Ducati 1299R Panigale | P    | 22  | Luiz Roberto Nucci Ziliani   | 1, 3-4 y 8 |
| GTF Racing             | Ducati      | Ducati 1299R Panigale | P    | 38  | Marcos Migliorelli           | 1          |

| Legenda             |
| ------------------- |
| Piloto da Temporada |
| Piloto Convidado    |
| Piloto Substituto   |

### Supersport 600
| Equipo                   | Constructor | Moto                      | Neu. | N.º | Piloto                            | Rondas     |
| ------------------------ | ----------- | ------------------------- | ---- | --- | --------------------------------- | ---------- |
| Motom                    | Triumph     | Triumph Daytona Moto2 765 | P    | 54  | Ives Moraes                       | 1          |
| Motom                    | Triumph     | Triumph Daytona Moto2 765 | P    | 53  | Victor "Durval Careca"            | Todas      |
| Dual Sports Performance  | Kawasaki    | Kawasaki Ninja ZX-6R      | P    | 40  | Diego Viveiros                    | 1-3 y 8    |
| Dual Sports Performance  | Kawasaki    | Kawasaki Ninja ZX-6R      | P    | 1   | Théo Manna                        | Todas      |
| PKM Racing               | Kawasaki    | Kawasaki Ninja ZX-6R      | P    | 2   | Lucas Torres                      | 3-8        |
| PKM Racing               | Kawasaki    | Kawasaki Ninja ZX-6R      | P    | 60  | Paulo Foroni                      | Todas      |
| PKM Racing               | Kawasaki    | Kawasaki Ninja ZX-6R      | P    | 32  | Daniel Gurgel Mendonça            | 3-4 y 8    |
| Dezeró Racing            | Kawasaki    | Kawasaki Ninja ZX-6R      | P    | 4   | Gustavo Manso                     | Todas      |
| Dezeró Racing            | Kawasaki    | Kawasaki Ninja ZX-6R      | P    | 73  | Júlio César Parra                 | 1-2 y 8    |
| Valiente Racing          | Yamaha      | Yamaha YZF R6             | P    | 81  | Pedro Valiente                    | 8          |
| Cerciari Racing School   | Kawasaki    | Kawasaki Ninja ZX-6R      | P    | 97  | Luiz Cerciari                     | 1-4        |
| Cerciari Racing School   | Kawasaki    | Kawasaki Ninja ZX-6R      | P    | 23  | Marcos Fortunato                  | Todas      |
| Wartburg Racing          | Kawasaki    | Kawasaki Ninja ZX-6R      | P    | 89  | Felipe Macan                      | 5-6        |
| Wartburg Racing          | Kawasaki    | Kawasaki Ninja ZX-6R      | P    | 87  | Jonas José Vieira "McDonalds"     | Todas      |
| GAZ Racing               | Kawasaki    | Kawasaki Ninja ZX-6R      | P    | 46  | Tiago Serafim                     | 7-8        |
| GAZ Racing               | Kawasaki    | Kawasaki Ninja ZX-6R      | P    | 55  | Hebert Pereira                    | 7          |
| Racing NZ                | Kawasaki    | Kawasaki Ninja ZX-6R      | P    | 71  | Daniel Zape                       | 5-6        |
| Roadways Racing          | Kawasaki    | Kawasaki Ninja ZX-6R      | P    | 28  | Ronaldo "Tutti" Ranieri           | Todas      |
| Roadways Racing          | Kawasaki    | Kawasaki Ninja ZX-6R      | P    | 51  | Luiz Boechat                      | 8          |
| Enzed Team               | Kawasaki    | Kawasaki Ninja ZX-6R      | P    | 92  | Paulo Joe King                    | Todas      |
| Enzed Team               | Kawasaki    | Kawasaki Ninja ZX-6R      | P    | 63  | Gérson Caleb                      | 1-2 y 8    |
| Mobil Holden Dealer Team | Kawasaki    | Kawasaki Ninja ZX-6R      | P    | 82  | Rafael Augusto                    | 1-3        |
| Commodore Racing         | Kawasaki    | Kawasaki Ninja ZX-6R      | P    | 58  | Douglas Russo                     | 1-4 y 7-8  |
| Holden Motorsport        | Kawasaki    | Kawasaki Ninja ZX-6R      | P    | 68  | Marcello de Souza                 | 2-8        |
| Holden Motorsport        | Kawasaki    | Kawasaki Ninja ZX-6R      | P    | 67  | Vicente Flores                    | 5-6        |
| Larrauri Racing          | Kawasaki    | Kawasaki Ninja ZX-6R      | P    | 30  | Luiz Imparato                     | 1-2, 4 y 8 |
| Larrauri Racing          | Kawasaki    | Kawasaki Ninja ZX-6R      | P    | 16  | Rubens Mesquita                   | 1-4        |
| Larrauri Racing          | Kawasaki    | Kawasaki Ninja ZX-6R      | P    | 72  | Marcos Kawasaki                   | 1-7        |
| Ralt Team                | Kawasaki    | Kawasaki Ninja ZX-6R      | P    | 70  | Reinaldo Spinola                  | 7          |
| Elden Racing             | Kawasaki    | Kawasaki Ninja ZX-6R      | P    | 12  | Olímpio Filho                     | 5-6        |
| Elden Racing             | Kawasaki    | Kawasaki Ninja ZX-6R      | P    | 24  | Régis Santos                      | 3-8        |
| Elden Racing             | Kawasaki    | Kawasaki Ninja ZX-6R      | P    | 49  | Pedro Kamikaze                    | Todas      |
| Belicchi Racing          | Kawasaki    | Kawasaki Ninja ZX-6R      | P    | 69  | Franco Pandolfino                 | 1-4 y 8    |
| Belicchi Racing          | Kawasaki    | Kawasaki Ninja ZX-6R      | P    | 48  | Mauro Passarino                   | 8          |
| ArtLine Engineering      | Kawasaki    | Kawasaki Ninja ZX-6R      | P    | 61  | Marco Theodoro                    | 1-7        |
| ArtLine Engineering      | Kawasaki    | Kawasaki Ninja ZX-6R      | P    | 45  | Aroldo Jr                         | 7          |
| ArtLine Engineering      | Kawasaki    | Kawasaki Ninja ZX-6R      | P    | 37  | Fabrício Bandeira                 | 8          |
| Lukoil Racing            | Honda       | Honda CBR 600RR           | P    | 78  | Rafael Paschoalin                 | 7          |
| Lukoil Racing            | Honda       | Honda CBR 600RR           | P    | 91  | Sebastian Alonso                  | 7          |
| West Canopus Castrol     | Yamaha      | Yamaha YZF R6             | P    | 88  | Gabriel Silva                     | 1-3 y 8    |
| West Canopus Castrol     | Yamaha      | Yamaha YZF R6             | P    | 29  | Thirsen Mourão                    | 1 y 5-6    |
| Cannon Racing            | Triumph     | Triumph Daytona Moto2 765 | P    | 11  | Júnio Bereta                      | Todas      |
| Cannon Racing            | Triumph     | Triumph Daytona Moto2 765 | P    | 43  | Allan Josefh                      | 1-4 y 8    |
| Kroll Engineering        | MV Agusta   | MV Agusta F3 675          | P    | 9   | Guilherme M. de Assis             | 4-6        |
| Weaver Racing            | Triumph     | Triumph Daytona Moto2 765 | P    | 90  | Walter Becker                     | 1-4 y 8    |
| Weaver Racing            | Triumph     | Triumph Daytona Moto2 765 | P    | 44  | Marcos Fugise                     | 5-6        |
| Stallings Racing         | Yamaha      | Yamaha YZF R6             | P    | 59  | Fernando Henrique Murari "Brutus" | 1-4        |
| Stallings Racing         | Yamaha      | Yamaha YZF R6             | P    | 64  | Fabrício Vásques                  | 1          |

| Legenda             |
| ------------------- |
| Piloto da Temporada |
| Piloto Convidado    |
| Piloto Substituto   |

### Supersport 400
| Equipo                 | Constructor | Moto               | Neu. | N.º | Piloto                    | Rondas       |
| ---------------------- | ----------- | ------------------ | ---- | --- | ------------------------- | ------------ |
| Tecfil Racing Team     | Kawasaki    | Kawasaki Ninja 400 | P    | 36  | Mauro Passarino           | Todas        |
| Tecfil Racing Team     | Kawasaki    | Kawasaki Ninja 400 | P    | 30  | Lincoln Lima Melo         | Todas        |
| PSBK Racing            | Kawasaki    | Kawasaki Ninja 400 | P    | 80  | Leopoldo Manella          | 2-8          |
| PSBK Racing            | Kawasaki    | Kawasaki Ninja 400 | P    | 45  | João Pedro Arratia        | Todas        |
| Cajuru Racing          | Kawasaki    | Kawasaki Ninja 400 | P    | 6   | Rafael S. Oliveira        | Todas        |
| Cajuru Racing          | Kawasaki    | Kawasaki Ninja 400 | P    | 54  | Enzo Dematte              | 6 y 8        |
| RTT                    | Kawasaki    | Kawasaki Ninja 400 | P    | 15  | Mário Salles              | Todas        |
| Facondini Racing       | Kawasaki    | Kawasaki Ninja 400 | P    | 1   | Mateo Bongiovanni Escobar | 1, 3 y 5-8   |
| One Sport Performance  | Kawasaki    | Kawasaki Ninja 400 | P    | 75  | Renan Passos              | Todas        |
| One Sport Performance  | Kawasaki    | Kawasaki Ninja 400 | P    | 70  | Eduardo Lopes             | 2 y 8        |
| NV Racing              | Yamaha      | Yamaha YZF-R3      | P    | 34  | Gabrielly Lewis           | Todas        |
| NV Racing              | Yamaha      | Yamaha YZF-R3      | P    | 24  | Enzo Macapani             | Todas        |
| G Motorsport           | Kawasaki    | Kawasaki Ninja 400 | P    | 68  | Osmar Gonçalves           | Todas        |
| G Motorsport           | Kawasaki    | Kawasaki Ninja 400 | P    | 60  | Daniel Leites             | 6            |
| BVM Racing             | Kawasaki    | Kawasaki Ninja 400 | P    | 65  | Ana Lima                  | Todas        |
| Betmotion Team         | Kawasaki    | Kawasaki Ninja 400 | P    | 20  | Filipe Campos             | 1-5          |
| Betmotion Team         | Kawasaki    | Kawasaki Ninja 400 | P    | 72  | Magno "Menino de Ouro"    | 2-3 y 8      |
| HT Powertrain          | Kawasaki    | Kawasaki Ninja 400 | P    | 61  | Daw Pereira               | 8            |
| TVS Motorsport         | Kawasaki    | Kawasaki Ninja 400 | P    | 79  | Edinaldo Dias             | 6            |
| Noda Racing            | Kawasaki    | Kawasaki Ninja 400 | P    | 64  | Jorge Jr                  | 1-3 y 5-7    |
| Noda Racing            | Kawasaki    | Kawasaki Ninja 400 | P    | 66  | Fabiano Silva             | 6            |
| Puresport              | Kawasaki    | Kawasaki Ninja 400 | P    | 86  | Luciano Charles           | 7            |
| Puresport              | Kawasaki    | Kawasaki Ninja 400 | P    | 16  | Tirsten Soares Mourão     | 8            |
| Pro Race               | Kawasaki    | Kawasaki Ninja 400 | P    | 29  | Willians Piuí             | 3            |
| KTO Racing             | Kawasaki    | Kawasaki Ninja 400 | P    | 92  | Pedro Balla               | Todas        |
| KTO Racing             | Kawasaki    | Kawasaki Ninja 400 | P    | 69  | Gustavo Silveira "Gão"    | Todas        |
| KTO Racing             | Kawasaki    | Kawasaki Ninja 400 | P    | 3   | Pedro Foroni              | Todas        |
| SP Competition         | Yamaha      | Yamaha YZF-R3      | P    | 87  | Cauã Buzzo                | 6            |
| SP Competition         | Yamaha      | Yamaha YZF-R3      | P    | 82  | Caio Baldoíno             | 6            |
| AutoGManolio           | Kawasaki    | Kawasaki Ninja 400 | P    | 25  | Werley Campelo            | 2, 5 y 8     |
| AutoGManolio           | Kawasaki    | Kawasaki Ninja 400 | P    | 21  | Vinícius Martínez         | 3-6 y 8      |
| Sportingbet Team       | Kawasaki    | Kawasaki Ninja 400 | P    | 89  | Fábio Vuicik              | 8            |
| Pinetti Motorsport     | Kawasaki    | Kawasaki Ninja 400 | P    | 26  | Joaquim Fernandes         | 2-3 y 6      |
| Pinetti Motorsport     | Kawasaki    | Kawasaki Ninja 400 | P    | 51  | Felipe K. da Silveira     | 4            |
| K2 Engine              | Kawasaki    | Kawasaki Ninja 400 | P    | 56  | Léo Mascarello            | 1 y 3        |
| N Motors               | Yamaha      | Yamaha YZF-R3      | P    | 58  | Heitor Ourinho            | 2-8          |
| N Motors               | Yamaha      | Yamaha YZF-R3      | P    | 91  | Ian Góes                  | 4 y 8        |
| Betano Racing          | Yamaha      | Yamaha YZF-R3      | P    | 63  | Ricardo de Camargo        | 1-4 y 7-8    |
| Betano Racing          | Yamaha      | Yamaha YZF-R3      | P    | 14  | Léo Marques               | 3-4 y 8      |
| CRM Motorsport         | Kawasaki    | Kawasaki Ninja 400 | P    | 50  | Raphael Ramos             | 6            |
| CRM Motorsport         | Kawasaki    | Kawasaki Ninja 400 | P    | 77  | José Assis                | 8            |
| Team Aggressive        | Kawasaki    | Kawasaki Ninja 400 | P    | 41  | André Schettini           | 4 y 7        |
| Team Aggressive        | Kawasaki    | Kawasaki Ninja 400 | P    | 57  | Vinícius Dissenha         | 6            |
| NOS Racing             | Kawasaki    | Kawasaki Ninja 400 | P    | 37  | Flávio Trevizan           | 8            |
| NOS Racing             | Kawasaki    | Kawasaki Ninja 400 | P    | 42  | Vinícius Fideliz          | 6            |
| ALM Motorsport         | Kawasaki    | Kawasaki Ninja 400 | P    | 73  | Lucca Augusto             | 5            |
| ALM Motorsport         | Kawasaki    | Kawasaki Ninja 400 | P    | 78  | Alex Fernandes            | Todas        |
| Team Comtoyou          | Yamaha      | Yamaha YZF-R3      | P    | 62  | Mauro Sapico              | 4-6          |
| Team Comtoyou          | Yamaha      | Yamaha YZF-R3      | P    | 46  | Léo Soprano               | 6            |
| Cerciari School Racing | Kawasaki    | Kawasaki Ninja 400 | P    | 85  | Christian Cerciari        | 1-3          |
| Tecniengines           | Yamaha      | Yamaha YZF-R3      | P    | 98  | João Fascinelli           | 8            |
| Tecniengines           | Yamaha      | Yamaha YZF-R3      | P    | 99  | Enzo Valentim Garcia      | 1 y 3        |
| PMA Motorsport         | Yamaha      | Yamaha YZF-R3      | P    | 96  | Edinho Pikoloko           | 1-2, 4 y 6-8 |
| Next Motorsport        | Yamaha      | Yamaha YZF-R3      | P    | 40  | Eduardo Burr              | 8            |
| Next Motorsport        | Yamaha      | Yamaha YZF-R3      | P    | 83  | Gui Foguetinho            | 4, 6 y 8     |
| Trico WRT              | Yamaha      | Yamaha YZF-R3      | P    | 90  | Fabrício Zamperetti       | 1, 3-4 y 7-8 |
| Scuderia del Girasole  | Yamaha      | Yamaha YZF-R3      | P    | 39  | Brayann Santos Ligeirinho | 1-6 y 8      |
| Scuderia del Girasole  | Yamaha      | Yamaha YZF-R3      | P    | 76  | Lucas Silva               | 3-4 y 8      |
| Solite Indigo Racing   | Honda       | Honda CBR 500R     | P    | 28  | Fernando Sainz            | 5            |
| Bolza Corse            | Honda       | Honda CBR 500R     | P    | 2   | Gui Stunt                 | 6            |
| Bolza Corse            | Honda       | Honda CBR 500R     | P    | 33  | Fabinho da Hornet         | Todas        |
| Bolza Corse            | Honda       | Honda CBR 500R     | P    | 12  | Edgar Grampola            | 3            |

| Legenda             |
| ------------------- |
| Piloto da Temporada |
| Piloto Convidado    |
| Piloto Substituto   |

### Copa Honda CBR 650R
| Equipo                | Constructor | Moto           | Neu. | N.º | Piloto                    | Rondas    |
| --------------------- | ----------- | -------------- | ---- | --- | ------------------------- | --------- |
| Cajuru Racing         | Honda       | Honda CBR 650R | P    | 45  | João Vítor Carneiro       | Todas     |
| Cajuru Racing         | Honda       | Honda CBR 650R | P    | 31  | Lucas Minato              | 1-5 y 7-8 |
| Koube Motonil Motors  | Honda       | Honda CBR 650R | P    | 77  | Guilherme Brito           | Todas     |
| Koube Motonil Motors  | Honda       | Honda CBR 650R | P    | 80  | Richard Oliveira          | Todas     |
| Aikoa Racing          | Honda       | Honda CBR 650R | P    | 78  | Maurício Laranjeira       | Todas     |
| PSBK Racing           | Honda       | Honda CBR 650R | P    | 22  | Felipe Gonçalves          | Todas     |
| PSBK Racing           | Honda       | Honda CBR 650R | P    | 39  | Rafael Rigueiro           | 1-3       |
| Bitci Racing Team AMS | Honda       | Honda CBR 650R | P    | 79  | Felipe Macan              | Todas     |
| Bitci Racing Team AMS | Honda       | Honda CBR 650R | P    | 29  | Michael Valtingojer       | Todas     |
| Colorado Racing       | Honda       | Honda CBR 650R | P    | 17  | Marcelo Colorado          | 1-3       |
| Colorado Racing       | Honda       | Honda CBR 650R | P    | 30  | Alexandre Colorado        | Todas     |
| Suricato Racing       | Honda       | Honda CBR 650R | P    | 90  | Ronaldo Suricato          | 1 y 8     |
| GearWorks             | Honda       | Honda CBR 650R | P    | 34  | Marcos Kawasaki           | Todas     |
| Scuderia Gurrieri     | Honda       | Honda CBR 650R | P    | 68  | Maurício Marques          | Todas     |
| Scuderia Gurrieri     | Honda       | Honda CBR 650R | P    | 35  | Luís "Betinho" Ferreira   | 1 3-4 y 8 |
| Lema Racing           | Honda       | Honda CBR 650R | P    | 32  | Rafael Paschoalin         | 8         |
| Lema Racing           | Honda       | Honda CBR 650R | P    | 23  | Marcelo Simões Bode       | Todas     |
| Target Competition    | Honda       | Honda CBR 650R | P    | 53  | Michael Alexandre "Tanga" | 1-7       |
| Target Competition    | Honda       | Honda CBR 650R | P    | 47  | Anderson Felipe           | Todas     |
| MM Motorsport         | Honda       | Honda CBR 650R | P    | 83  | Rodrigo Medeiros          | Todas     |
| MM Motorsport         | Honda       | Honda CBR 650R | P    | 54  | Ayres Filho               | Todas     |

| Legenda             |
| ------------------- |
| Piloto da Temporada |
| Piloto Convidado    |
| Piloto Substituto   |

### Superbike Escola
| Equipo                | Constructor | Moto                   | Neu. | N.º | Piloto                       | Rondas     |
| --------------------- | ----------- | ---------------------- | ---- | --- | ---------------------------- | ---------- |
| PCM/PRT               | Suzuki      | Suzuki GSX-S1000       | P    | 95  | Felipe Bittencourt           | Todas      |
| Koube Motonil Motors  | Kawasaki    | Kawasaki Ninja ZX-10R  | P    | 47  | Alex de Souza                | Todas      |
| Koube Motonil Motors  | Kawasaki    | Kawasaki Ninja ZX-10R  | P    | 52  | Felipe Pan                   | 5-8        |
| PKM Racing            | BMW         | BMW S1000RR            | P    | 25  | Thales de Paula              | 3          |
| PKM Racing            | BMW         | BMW S1000RR            | P    | 24  | Cléverson Oliveira           | 6          |
| RXP/TRH Racing        | BMW         | BMW S1000RR            | P    | 68  | Christian Simonit            | Todas      |
| RXP/TRH Racing        | BMW         | BMW S1000RR            | P    | 69  | Alexandre Augusto            | 8          |
| Tom Racing            | Kawasaki    | Kawasaki Ninja ZX-10R  | P    | 81  | Márcio Pacheco               | 6 y 8      |
| Tom Racing            | Kawasaki    | Kawasaki Ninja ZX-10R  | P    | 33  | Adelino Navarro              | 1-5 y 7-8  |
| Napleton Racing       | Kawasaki    | Kawasaki Ninja ZX-10R  | P    | 4   | Júnior "Juninho 10"          | 1 y 4-8    |
| Napleton Racing       | Kawasaki    | Kawasaki Ninja ZX-10R  | P    | 19  | Márcio Rodrigues             | 3          |
| Turner Motorsport     | Kawasaki    | Kawasaki Ninja ZX-10R  | P    | 10  | Everton Nicks                | 1-6        |
| Turner Motorsport     | Kawasaki    | Kawasaki Ninja ZX-10R  | P    | 93  | Willian Silva                | 6          |
| BGB Motorsports       | Kawasaki    | Kawasaki Ninja ZX-10R  | P    | 43  | Sebastian Bongiovanni        | 1-5 y 7-8  |
| BGB Motorsports       | Kawasaki    | Kawasaki Ninja ZX-10R  | P    | 86  | Eduardo Guerreiro            | 1          |
| Stevenson Motorsports | BMW         | BMW S1000RR            | P    | 58  | Rafael Maranhão Gonçalves    | 7          |
| Stevenson Motorsports | BMW         | BMW S1000RR            | P    | 60  | Bruno Félix                  | 8          |
| Speedsource           | BMW         | BMW S1000RR            | P    | 38  | Sandro Oliveira              | 7          |
| Speedsource           | BMW         | BMW S1000RR            | P    | 22  | Cláudio Feltrin              | 6          |
| AIM Motorsport Racing | BMW         | BMW S1000RR            | P    | 42  | André Grego                  | 6 y 8      |
| AIM Motorsport Racing | BMW         | BMW S1000RR            | P    | 37  | Thiago Pedroso               | 6          |
| Magnus Racing         | BMW         | BMW S1000RR            | P    | 27  | Luciano "Tiano"              | 7          |
| Magnus Racing         | BMW         | BMW S1000RR            | P    | 12  | Givanildo Massardi           | 7          |
| Marsh Racing          | Aprilia     | Aprilia RSV4           | P    | 36  | Willian Almeida              | 8          |
| Fascineli Racing      | Ducati      | Ducati 1299 Panigale S | P    | 73  | Victor Hugo                  | 3          |
| Recife Motorace       | Honda       | Honda CBR1000RR        | P    | 79  | Lucas Bessa                  | 4-8        |
| Center Motor Racing   | BMW         | BMW S1000RR            | P    | 7   | Luiz Carlos de Souza Pereira | 7          |
| Center Motor Racing   | BMW         | BMW S1000RR            | P    | 64  | André Batista                | 1 y 7      |
| ProRacing             | Kawasaki    | Kawasaki Ninja ZX-10R  | P    | 26  | Gustavo Levy                 | 1-3        |
| ProRacing             | Kawasaki    | Kawasaki Ninja ZX-10R  | P    | 34  | Adílson Maurício             | Todas      |
| K2 Racing Team        | BMW         | BMW S1000RR            | P    | 5   | Tiago Dellanegra             | 4          |
| K2 Racing Team        | BMW         | BMW S1000RR            | P    | 85  | Jeferson Bezerra             | 1, 3-4 y 6 |
| Green Motos           | BMW         | BMW S1000RR            | P    | 65  | Dimi Medellas                | 8          |
| Green Motos           | BMW         | BMW S1000RR            | P    | 80  | Leandro Nexo                 | 1-6 y 8    |
| Norte Minas Race Team | BMW         | BMW S1000RR            | P    | 48  | Caio Morisco                 | 7          |
| Norte Minas Race Team | BMW         | BMW S1000RR            | P    | 82  | Vanderlei Pinho              | 1-6 y 8    |
| GW Motos              | BMW         | BMW S1000RR            | P    | 54  | Alex Barbosa                 | 3-6 y 8    |
| GW Motos              | BMW         | BMW S1000RR            | P    | 66  | Renan Pezani                 | 1-2, 4 y 8 |

| Legenda             |
| ------------------- |
| Piloto da Temporada |
| Piloto Convidado    |
| Piloto Substituto   |

### Honda Junior Cup
| Equipo              | Constructor | Moto               | Neu. | N.º | Piloto                      | Rondas     |
| ------------------- | ----------- | ------------------ | ---- | --- | --------------------------- | ---------- |
| Certainty Racing    | Honda       | Honda CG 160 Titan | P    | 58  | João Teixeira               | Todas      |
| Certainty Racing    | Honda       | Honda CG 160 Titan | P    | 61  | Vítor de Castro Ribeiro     | 1-6 y 8    |
| Koopman Racing      | Honda       | Honda CG 160 Titan | P    | 17  | Murilo Gomes Silva          | Todas      |
| Koopman Racing      | Honda       | Honda CG 160 Titan | P    | 44  | Gustavo Martínez            | 3-6 y 8    |
| Spirit Racing       | Honda       | Honda CG 160 Titan | P    | 48  | Leonardo Marques Barbim     | Todas      |
| Spirit Racing       | Honda       | Honda CG 160 Titan | P    | 64  | Guilherme Fernandes         | Todas      |
| Jerê Performance    | Honda       | Honda CG 160 Titan | P    | 52  | Valentino Dematte           | 6 y 8      |
| Jerê Performance    | Honda       | Honda CG 160 Titan | P    | 78  | Gabriel Marchi              | Todas      |
| Talento Moto Racing | Honda       | Honda CG 160 Titan | P    | 23  | Érick Adib                  | 1-4, 6 y 8 |
| Talento Moto Racing | Honda       | Honda CG 160 Titan | P    | 46  | Vítor Hugo                  | 3-4 y 7-8  |
| Ultra Motos         | Honda       | Honda CG 160 Titan | P    | 67  | Lucas Mendes                | 1-6        |
| Ultra Motos         | Honda       | Honda CG 160 Titan | P    | 28  | Letícia Vivolo              | Todas      |
| Unifort             | Honda       | Honda CG 160 Titan | P    | 33  | Nicolás Torrez              | 8          |
| Unifort             | Honda       | Honda CG 160 Titan | P    | 82  | Giovana Brasil              | Todas      |
| W-Tech              | Honda       | Honda CG 160 Titan | P    | 86  | Alice Matos                 | 1-6 y 8    |
| W-Tech              | Honda       | Honda CG 160 Titan | P    | 89  | Heitor Luz Santos "Ourinho" | Todas      |
| VIX Racing          | Honda       | Honda CG 160 Titan | P    | 41  | Rebecca Bernard             | 7          |
| VIX Racing          | Honda       | Honda CG 160 Titan | P    | 29  | Enzo Ximenes                | Todas      |
| Fascineli Racing    | Honda       | Honda CG 160 Titan | P    | 94  | Miguel Simon                | 1-7        |
| Fascineli Racing    | Honda       | Honda CG 160 Titan | P    | 66  | Fernanda Lopes Marçon       | Todas      |
| Team BOX58          | Honda       | Honda CG 160 Titan | P    | 37  | Lucas Alsina dos Santos     | 1-6        |

| Legenda             |
| ------------------- |
| Piloto da Temporada |
| Piloto Convidado    |
| Piloto Substituto   |

## Resultados

### Superbike
| Ronda | Circuito                      | Fecha            | Pole Position | Vuelta rápida     | Piloto ganador    | Equipo ganador     | Constructor | Ref.   |
| ----- | ----------------------------- | ---------------- | ------------- | ----------------- | ----------------- | ------------------ | ----------- | ------ |
| 1     | Grande Prêmio de São Paulo    | 28 de mayo       | Pedro Sampaio | Leonardo Tamburro | Pedro Sampaio     | RXP/TRH Racing     | Honda       | [ 9 ]  |
| 2     | Grande Prêmio Petrobras       | 18 de junio      | Pedro Sampaio | Pedro Sampaio     | Pedro Sampaio     | RXP/TRH Racing     | Honda       | [ 10 ] |
| 3     | Grande Prêmio Elf             | 23 de julio      | Pedro Sampaio | Pedro Sampaio     | Leonardo Tamburro | JC Racing Team     | Kawasaki    | [ 11 ] |
| 4     | Grande Prêmio Suhai           | 22 de agosto     | Pedro Sampaio | Pedro Sampaio     | Pedro Sampaio     | RXP/TRH Racing     | Honda       | [ 12 ] |
| 5     | Grande Prêmio de Goiânia      | 24 de septiembre | Pedro Sampaio | Pedro Sampaio     | Pedro Sampaio     | RXP/TRH Racing     | Honda       | [ 13 ] |
| 6     | Grande Prêmio de Curitiba     | 28 de octubre    | Pedro Sampaio | Danilo Lewis      | Danilo Lewis      | Tecfil Racing Team | BMW         | [ 14 ] |
| 7     | Grande Prêmio de Minas Gerais | 18 de noviembre  | Danilo Lewis  | Danilo Lewis      | Danilo Lewis      | Tecfil Racing Team | BMW         | [ 15 ] |
| 8     | Grande Prêmio de Interlagos   | 16 de diciembre  | Danilo Lewis  | Pedro Sampaio     | Danilo Lewis      | Tecfil Racing Team | BMW         | [ 16 ] |

### Superbike Pro Master
| Ronda | Circuito                      | Fecha            | Pole Position     | Vuelta rápida     | Piloto ganador  | Equipo ganador                | Constructor | Ref.   |
| ----- | ----------------------------- | ---------------- | ----------------- | ----------------- | --------------- | ----------------------------- | ----------- | ------ |
| 1     | Grande Prêmio de São Paulo    | 28 de mayo       | Matheus Andreas   | Matheus Andreas   | Matheus Andreas | Boettger Racing               | KTM         | [ 17 ] |
| 2     | Grande Prêmio Petrobras       | 18 de junio      | Alex Barros       | Solano Silva      | Mauri Grando    | Red Bull KTM Racing           | KTM         | [ 18 ] |
| 3     | Grande Prêmio Elf             | 23 de julio      | Fernando Medeiros | Alex Barros       | Alex Barros     | Alex Barros Racing            | BMW         | [ 19 ] |
| 4     | Grande Prêmio Suhai           | 22 de agosto     | Alex Barros       | Alex Barros       | Alex Barros     | Alex Barros Racing            | BMW         | [ 20 ] |
| 5     | Grande Prêmio de Goiânia      | 24 de septiembre | Alex Barros       | Marcelo Machado   | Alex Barros     | Alex Barros Racing            | BMW         | [ 21 ] |
| 6     | Grande Prêmio de Curitiba     | 28 de octubre    | Mauri Grando      | Fabiano Mazzochin | Mauri Grando    | Red Bull KTM Racing           | KTM         | [ 22 ] |
| 7     | Grande Prêmio de Minas Gerais | 18 de noviembre  | Alex Barros       | Alex Barros       | Emiliano Bogado | Red Bull KTM Racing           | KTM         | [ 23 ] |
| 8     | Grande Prêmio de Interlagos   | 16 de diciembre  | Federico Boasso   | Federico Boasso   | Federico Boasso | Yamaha Motor Argentina Racing | Yamaha      | [ 24 ] |

### Superbike Light
| Ronda | Circuito                      | Fecha            | Pole Position    | Vuelta rápida | Piloto ganador  | Equipo ganador     | Constructor | Ref.   |
| ----- | ----------------------------- | ---------------- | ---------------- | ------------- | --------------- | ------------------ | ----------- | ------ |
| 1     | Grande Prêmio de São Paulo    | 28 de mayo       | André Veríssimo  | Joelsu Mitiko | André Veríssimo | PSBK Racing        | Kawasaki    | [ 25 ] |
| 2     | Grande Prêmio Petrobras       | 18 de junio      | Joelsu Mitiko    | Joelsu Mitiko | Joelsu Mitiko   | Controllity Racing | Kawasaki    | [ 26 ] |
| 3     | Grande Prêmio Elf             | 23 de julio      | Joelsu Mitiko    | Joelsu Mitiko | Joelsu Mitiko   | Controllity Racing | Kawasaki    | [ 27 ] |
| 4     | Grande Prêmio Suhai           | 22 de agosto     | Joelsu Mitiko    | Joelsu Mitiko | André Veríssimo | PSBK Racing        | Kawasaki    | [ 28 ] |
| 5     | Grande Prêmio de Goiânia      | 24 de septiembre | Raphael Santos   | Manow Martins | Rodrigo Dazzi   | Ello Racing        | BMW         | [ 29 ] |
| 6     | Grande Prêmio de Curitiba     | 28 de octubre    | Juliano Ferrante | Joelsu Mitiko | Joelsu Mitiko   | Controllity Racing | Kawasaki    | [ 30 ] |
| 7     | Grande Prêmio de Minas Gerais | 18 de noviembre  | Felipe Macan     | Felipe Macan  | Felipe Macan    | Controllity Racing | Kawasaki    | [ 31 ] |
| 8     | Grande Prêmio de Interlagos   | 16 de diciembre  | Danilo Brun      | Danilo Brun   | Joelsu Mitiko   | Controllity Racing | Kawasaki    | [ 32 ] |

### Supersport 600
| Ronda | Circuito                      | Fecha            | Pole Position    | Vuelta rápida  | Piloto ganador | Equipo ganador          | Constructor | Ref.   |
| ----- | ----------------------------- | ---------------- | ---------------- | -------------- | -------------- | ----------------------- | ----------- | ------ |
| 1     | Grande Prêmio de São Paulo    | 28 de mayo       | Gustavo Manso    | Ives Moraes    | Ives Moraes    | Motom                   | Triumph     | [ 33 ] |
| 2     | Grande Prêmio Petrobras       | 18 de junio      | Diego Viveiros   | Diego Viveiros | Diego Viveiros | Dual Sports Performance | Kawasaki    | [ 34 ] |
| 3     | Grande Prêmio Elf             | 23 de julio      | Théo Manna       | Théo Manna     | Lucas Torres   | PKM Racing              | Kawasaki    | [ 35 ] |
| 4     | Grande Prêmio Suhai           | 22 de agosto     | Théo Manna       | Lucas Torres   | Gustavo Manso  | Dezeró Racing           | Kawasaki    | [ 36 ] |
| 5     | Grande Prêmio de Goiânia      | 24 de septiembre | Gustavo Manso    | Pedro Kamikaze | Gustavo Manso  | Dezeró Racing           | Kawasaki    | [ 37 ] |
| 6     | Grande Prêmio de Curitiba     | 28 de octubre    | Lucas Torres     | Lucas Torres   | Lucas Torres   | PRT                     | Kawasaki    | [ 38 ] |
| 7     | Grande Prêmio de Minas Gerais | 18 de noviembre  | Sebastian Alonso | Hebert Pereira | Gustavo Manso  | Dezeró Racing           | Kawasaki    | [ 39 ] |
| 8     | Grande Prêmio de Interlagos   | 16 de diciembre  | Mauro Passarino  | Lucas Torres   | Lucas Torres   | PRT                     | Kawasaki    | [ 40 ] |

### Supersport 400
| Ronda | Circuito                      | Fecha            | Pole Position      | Vuelta rápida      | Piloto ganador     | Equipo ganador     | Constructor | Ref.   |
| ----- | ----------------------------- | ---------------- | ------------------ | ------------------ | ------------------ | ------------------ | ----------- | ------ |
| 1     | Grande Prêmio de São Paulo    | 28 de mayo       | Lincoln Lima Melo  | Rafael S. Oliveira | Mauro Passarino    | Tecfil Racing Team | Kawasaki    | [ 41 ] |
| 2     | Grande Prêmio Petrobras       | 18 de junio      | Mauro Passarino    | Lincoln Lima Melo  | Lincoln Lima Melo  | Tecfil Racing Team | Kawasaki    | [ 42 ] |
| 3     | Grande Prêmio Elf             | 23 de julio      | Mauro Passarino    | Mauro Passarino    | Leopoldo Manella   | PSBK Racing        | Kawasaki    | [ 43 ] |
| 4     | Grande Prêmio Suhai           | 22 de agosto     | Mauro Passarino    | Lincoln Lima Melo  | Mauro Passarino    | Tecfil Racing Team | Kawasaki    | [ 44 ] |
| 5     | Grande Prêmio de Goiânia      | 24 de septiembre | Mauro Passarino    | Rafael S. Oliveira | Rafael S. Oliveira | Cajuru Racing      | Kawasaki    | [ 45 ] |
| 6     | Grande Prêmio de Curitiba     | 28 de octubre    | Mauro Passarino    | Lincoln Lima Melo  | Rafael S. Oliveira | Cajuru Racing      | Kawasaki    | [ 46 ] |
| 7     | Grande Prêmio de Minas Gerais | 18 de noviembre  | Mauro Passarino    | Mário Salles       | Mário Salles       | RTT                | Kawasaki    | [ 47 ] |
| 8     | Grande Prêmio de Interlagos   | 16 de diciembre  | João Pedro Arratia | Mauro Passarino    | João Pedro Arratia | PSBK Racing        | Kawasaki    | [ 48 ] |

### Copa Honda CBR 650R
| Ronda | Circuito                      | Fecha            | Pole Position    | Vuelta rápida       | Piloto ganador      | Equipo ganador       | Constructor | Ref.   |
| ----- | ----------------------------- | ---------------- | ---------------- | ------------------- | ------------------- | -------------------- | ----------- | ------ |
| 1     | Grande Prêmio de São Paulo    | 28 de mayo       | Guilherme Brito  | Felipe Macan        | João Vítor Carneiro | Cajuru Racing        | Honda       | [ 49 ] |
| 2     | Grande Prêmio Petrobras       | 18 de junio      | Guilherme Brito  | Felipe Macan        | João Vítor Carneiro | Cajuru Racing        | Honda       | [ 50 ] |
| 3     | Grande Prêmio Elf             | 23 de julio      | Guilherme Brito  | Felipe Macan        | Guilherme Brito     | Koube Motonil Motors | Honda       | [ 51 ] |
| 4     | Grande Prêmio Suhai           | 22 de agosto     | Felipe Gonçalves | Felipe Macan        | João Vítor Carneiro | Cajuru Racing        | Honda       | [ 52 ] |
| 5     | Grande Prêmio de Goiânia      | 24 de septiembre | Felipe Gonçalves | João Vítor Carneiro | Felipe Gonçalves    | PSBK Racing          | Honda       | [ 53 ] |
| 6     | Grande Prêmio de Curitiba     | 28 de octubre    | Felipe Macan     | Felipe Macan        | Guilherme Brito     | Koube Motonil Motors | Honda       | [ 54 ] |
| 7     | Grande Prêmio de Minas Gerais | 18 de noviembre  | Guilherme Brito  | Guilherme Brito     | Guilherme Brito     | Koube Motonil Motors | Honda       | [ 55 ] |
| 8     | Grande Prêmio de Interlagos   | 16 de diciembre  | Guilherme Brito  | Felipe Gonçalves    | João Vítor Carneiro | Cajuru Racing        | Honda       | [ 56 ] |

### Superbike Escola
| Ronda | Circuito                      | Fecha            | Pole Position             | Vuelta rápida     | Piloto ganador     | Equipo ganador       | Constructor | Ref.   |
| ----- | ----------------------------- | ---------------- | ------------------------- | ----------------- | ------------------ | -------------------- | ----------- | ------ |
| 1     | Grande Prêmio de São Paulo    | 28 de mayo       | Júnior "Juninho 10"       | André Batista     | Felipe Bittencourt | PCM/PRT              | Suzuki      | [ 57 ] |
| 2     | Grande Prêmio Petrobras       | 18 de junio      | Christian Simonit         | Alex de Souza     | Alex de Souza      | Koube Motonil Motors | Kawasaki    | [ 58 ] |
| 3     | Grande Prêmio Elf             | 23 de julio      | Jeferson Bezerra          | Alex de Souza     | Thales de Paula    | PKM Racing           | BMW         | [ 59 ] |
| 4     | Grande Prêmio Suhai           | 22 de agosto     | Alex de Souza             | Alex de Souza     | Alex de Souza      | Koube Motonil Motors | Kawasaki    | [ 60 ] |
| 5     | Grande Prêmio de Goiânia      | 24 de septiembre | Sebastian Bongiovanni     | Christian Simonit | Christian Simonit  | RXP/TRH Racing       | BMW         | [ 61 ] |
| 6     | Grande Prêmio de Curitiba     | 28 de octubre    | Alex de Souza             | Alex de Souza     | Márcio Pacheco     | Tom Racing           | Kawasaki    | [ 62 ] |
| 7     | Grande Prêmio de Minas Gerais | 18 de noviembre  | Rafael Maranhão Gonçalves | André Batista     | Alex de Souza      | Koube Motonil Motors | Kawasaki    | [ 63 ] |
| 8     | Grande Prêmio de Interlagos   | 16 de diciembre  | Felipe Bittencourt        | Christian Simonit | Felipe Bittencourt | PCM/PRT              | Suzuki      | [ 64 ] |

### Honda Junior Cup
| Ronda | Circuito                      | Fecha            | Pole Position       | Vuelta rápida           | Piloto ganador          | Equipo ganador   | Constructor | Ref.   |
| ----- | ----------------------------- | ---------------- | ------------------- | ----------------------- | ----------------------- | ---------------- | ----------- | ------ |
| 1     | Grande Prêmio de São Paulo    | 28 de mayo       | Guilherme Fernandes | João Teixeira           | João Teixeira           | Certainty Racing | Honda       | [ 65 ] |
| 2     | Grande Prêmio Petrobras       | 18 de junio      | João Teixeira       | Murilo Gomes Silva      | Murilo Gomes Silva      | Koopman Racing   | Honda       | [ 66 ] |
| 3     | Grande Prêmio Elf             | 23 de julio      | João Teixeira       | Guilherme Fernandes     | Leonardo Marques Barbim | Spirit Racing    | Honda       | [ 67 ] |
| 4     | Grande Prêmio Suhai           | 22 de agosto     | Guilherme Fernandes | Guilherme Fernandes     | Guilherme Fernandes     | Spirit Racing    | Honda       | [ 68 ] |
| 5     | Grande Prêmio de Goiânia      | 24 de septiembre | Murilo Gomes Silva  | Enzo Ximenes            | Murilo Gomes Silva      | Koopman Racing   | Honda       | [ 69 ] |
| 6     | Grande Prêmio de Curitiba     | 28 de octubre    | João Teixeira       | Murilo Gomes Silva      | Leonardo Marques Barbim | Spirit Racing    | Honda       | [ 70 ] |
| 7     | Grande Prêmio de Minas Gerais | 18 de noviembre  | João Teixeira       | Leonardo Marques Barbim | Leonardo Marques Barbim | Spirit Racing    | Honda       | [ 71 ] |
| 8     | Grande Prêmio de Interlagos   | 16 de diciembre  | João Teixeira       | Leonardo Marques Barbim | Guilherme Fernandes     | Spirit Racing    | Honda       | [ 72 ] |

## Clasificación
- Los desempates se decidirán por números de victorias, seguido por cantidad de segundos puestos, terceros, etc.; luego por posición de llegada en la carrera anterior; luego por sorteo aleatorio.[73][74]

### Superbike
| Icono | Categoría |
| ----- | --------- |
| PRO   | PRO       |

| Pos | Piloto               | Moto      | Clase | SPO | PET | ELF | SUH | GOI | CTB | MGS | INT | Pts |
| --- | -------------------- | --------- | ----- | --- | --- | --- | --- | --- | --- | --- | --- | --- |
| 1   | Pedro Sampaio        | Honda     | PRO   | 1   | 1   | 10  | 1   | 1   | 3   | 2   | 2   | 177 |
| 2   | Mauriti Ribeiro Jr   | Kawasaki  | PRO   | 3   | 2   | 4   | 3   | 5   | 6   | 3   | 3   | 129 |
| 3   | Leonardo Tamburro    | Kawasaki  | PRO   | 2   | 6   | 1   | 2   | 9   | 7   | 4   | 9   | 123 |
| 4   | Júlio Fortunato      | BMW       | PRO   | 5   | 4   | 3   |     | 2   | 4   | 8   | 4   | 121 |
| 5   | Danilo Lewis         | BMW       | PRO   |     |     |     |     |     | 1   | 1   | 1   | 77  |
| 6   | Beto Auad            | Kawasaki  | PRO   | 6   | 9   | 8   |     | 7   |     | 5   | 8   | 70  |
| 7   | Facundo Sanguinetti  | Ducati    | PRO   | 4   | 8   | 5   | 5   |     | Ret | 9   | 7   | 59  |
| 8   | Hermes Machado       | Bimota    | PRO   | Ret | 3   |     | 4   | 8   | DNP | 7   | 6   | 56  |
| 9   | Victor Villaverde    | Ducati    | PRO   | 9   | Ret | 2   | 9   | 3   | NC  |     | Ret | 50  |
| 10  | Luca Iannaccone      | Kawasaki  | PRO   | 10  | Ret |     | 6   |     | 8   |     | 5   | 35  |
| 11  | Fernando Henning     | Bimota    | PRO   | 8   | 5   | DNS | DNQ |     | DSQ | 6   |     | 29  |
| 12  | Rogério Ceratti      | Kawasaki  | PRO   |     |     | 7   |     | 4   |     |     | DNS | 22  |
| 13  | Márcio Fumagalli     | Aprilia   | PRO   | 7   | Ret | 9   | DNS |     |     | 10  |     | 22  |
| 14  | Alejandro Piedrahíta | MV Agusta | PRO   | DNS |     |     |     |     | 2   | Ret | DNA | 20  |
| 15  | Ignácio Rodríguez    | Yamaha    | PRO   | 13  | 11  | 6   | Wth |     |     |     |     | 18  |
| 16  | Evando Behr          | Yamaha    | PRO   | Ret | 10  |     | 7   |     | NC  |     |     | 15  |
| 17  | Maximilian Hackl     | BMW       | PRO   | 12  | DNQ |     | Ret | 6   |     |     |     | 14  |
| 18  | Francisco Vélez      | Aprilia   | PRO   | 11  | 7   |     |     |     |     | Ret | INF | 14  |
| 19  | Gilberto Gadones     | BMW       | PRO   |     |     |     |     |     | 5   | Ret |     | 11  |
| 20  | Guilherme Brito      | Kawasaki  | PRO   |     |     | 11  |     |     | DNS | Ret | Ret | 10  |
| 21  | Maicon Zuge          | BMW       | PRO   | DNS |     | INF | 8   |     |     |     |     | 8   |
| 22  | Jorge Schwerz        | MV Agusta | PRO   | Ret |     | Ret |     |     |     |     |     | 0   |
| 23  | Márcio Bortolini     | Honda     | PRO   |     |     |     |     |     |     |     | Ret | 0   |
| 24  | Maurício Roldán      | Suzuki    | PRO   |     |     | Ret |     |     |     |     |     | 0   |
| 25  | Leonardo Neiland     | Kawasaki  | PRO   |     |     |     | Ret | Ret |     | DNS | DSQ | 0   |
| 26  | Éverton Marinho      | BMW       | PRO   |     |     |     | Ret |     |     |     |     | 0   |
| 27  | Marcelo Lago         | BMW       | PRO   |     |     |     |     | DNS |     |     |     | 0   |
| 28  | Luciano Rocha        | Yamaha    | PRO   |     |     |     |     | NC  |     |     |     | 0   |
| 29  | Adriano Palladino    | Suzuki    | PRO   |     |     |     |     | NQ  |     |     |     | 0   |
| 30  | Tiago Binkowski      | Kawasaki  | PRO   |     |     |     |     |     | Ret | Ret |     | 0   |
| 31  | Caetano Mello        | Kawasaki  | PRO   |     |     |     |     |     | DNS |     |     | 0   |
| 32  | Fernando Minuscoli   | Kawasaki  | PRO   |     |     |     |     |     | Ret |     |     | 0   |
| 33  | Gilberto Azambuja    | Kawasaki  | PRO   |     |     |     |     |     |     | Ret | Ret | 0   |
| 34  | Bruno Corano         | BMW       | PRO   |     |     |     |     |     |     |     | DNS | 0   |
| Pos | Piloto               | Moto      | Clase | SPO | PET | ELF | SUH | GOI | CTB | MGS | INT | Pts |

| Color     | Resultado                                                               |
| --------- | ----------------------------------------------------------------------- |
| Oro       | Ganador                                                                 |
| Plata     | 2.ª plaza                                                               |
| Bronce    | 3.ª plaza                                                               |
| Verde     | Finalizó en los puntos                                                  |
| Azul      | Finalizó sin puntos                                                     |
| Azul      | NC - No clasificado                                                     |
| Violeta   | Ret - No terminó (Carrera)                                              |
| Rojo      | DNQ - No se clasificó                                                   |
| Negro     | DSQ - Descalificado                                                     |
| Blanco    | DNS - No empezó (carrera)                                               |
| Blanco    | WD - Retirado (fin de semana)                                           |
| Blanco    | C - Carrera cancelada                                                   |
| Sin color | DNP - Inscrito pero no participó                                        |
| Sin color | INJ - Lesionado                                                         |
| Sin color | EX - Excluido                                                           |
| Estado    | Resultado                                                               |
| Negrita   | Pole position                                                           |
| Cursiva   | Vuelta rápida                                                           |
| †         | Abandona, pero clasifica al completar el porcentaje requerido para ello |

### Campeonato de Constructores
| Pos | Constructor | SPO | PET | ELF | SUH | GOI | CTB | MGS | INT | Pts |
| --- | ----------- | --- | --- | --- | --- | --- | --- | --- | --- | --- |
| 1   | Honda       | 1   | 1   | 10  | 1   | 1   | 3   | 2   | 2   | 162 |
| 2   | BMW         | 5   | 4   | 3   | Ret | 2   | 1   | 1   | 1   | 135 |
| 3   | Kawasaki    | 2   | 2   | 1   | 2   | 4   | 6   | 4   | 5   | 132 |
| 4   | Ducati      | 4   | 8   | 2   | 5   | 3   | Ret | 9   | 7   | 84  |
| 5   | Bimota      | 8   | 3   | DNS | 4   | 8   | DSQ | 6   | 6   | 65  |
| 6   | Aprilia     | 7   | 7   | 9   | DNS |     |     | 10  | INF | 31  |
| 7   | Yamaha      | 13  | 11  | 6   | 7   | NC  |     |     |     | 27  |
| 8   | MV Agusta   | Ret |     | Ret |     |     | 2   | Ret | DNA | 20  |
| 9   | Suzuki      |     |     | Ret |     | NQ  |     |     |     | 0   |
| Pos | Constructor | SPO | PET | ELF | SUH | GOI | CTB | MGS | INT | Pts |

### Superbike Pro Master
| Icono | Categoría  |
| ----- | ---------- |
| MAS   | PRO Master |

| Pos | Piloto               | Moto      | Clase | SPO | PET | ELF | SUH  | GOI | CTB | MGS | INT | Pts |
| --- | -------------------- | --------- | ----- | --- | --- | --- | ---- | --- | --- | --- | --- | --- |
| 1   | Alex Barros          | BMW       | MAS   | 8   | 3   | 1   | 1    | 1   | 5   | Ret | 8   | 118 |
| 2   | Mauri Grando         | KTM       | MAS   | 9   | 1   | 4   | 3    | 8   | 1   | 29  | 2   | 114 |
| 3   | Federico Boasso      | Yamaha    | MAS   | 2   | 10  | 14  | 6    | 5   | 2   | 4   | 1   | 107 |
| 4   | Emiliano Bogado      | KTM       | MAS   | 4   | 7   | 7   | 5    | 7   | 4   | 1   | 3   | 105 |
| 5   | Marcelo Machado      | Gas Gas   | MAS   | 6   | 5   | 9   | 2    | 2   | 7   | 7   | 4   | 99  |
| 6   | Fabiano Mazzochin    | Kawasaki  | MAS   | DNS | 2   |     | 10   | 3   | 3   | 2   | 10  | 84  |
| 7   | Matheus Andreas      | KTM       | MAS   | 1   | Ret | 2   | Ret  | 4   |     | 3   |     | 74  |
| 8   | Reinaldo Pereira     | Kawasaki  | MAS   | 5   | 4   | 6   | 12   | 12  | 9   | 6   | 7   | 68  |
| 9   | Álvaro Becker        | Yamaha    | MAS   | 7   | 6   | 5   | 7    | 9   | 10  | 13  | 13  | 58  |
| 10  | César Busnello       | Honda     | MAS   | 14  | 9   | 8   | 14   | 10  | 8   | 5   | 9   | 51  |
| 11  | Fernando Medeiros    | Husqvarna | MAS   | 15  | Ret | 3   | Ret  | 6   | Ret | 8   | 6   | 45  |
| 12  | Carlos Saraiva       | Honda     | MAS   | 3   | Ret | Ret | 4    | 19  | 6   | 26  | 18  | 39  |
| 13  | Wílson Gross         | BMW       | MAS   | 17  | 8   | 10  | 9    | 18  | 15  | 10  | 12  | 32  |
| 14  | Rodrigo Pox          | Yamaha    | MAS   | 19  | 14  | Ret | 11   | 11  | 12  | 15  | 5   | 28  |
| 15  | Alexandre Fraga      | Gas Gas   | MAS   | Ret | 13  | 15  | 8    | Ret | 14  | 11  | Ret | 19  |
| 16  | Jair Mendes          | KTM       | MAS   | Ret | 11  | 18  | Ret  | 15  | 11  | 12  | 15  | 16  |
| 17  | Bruno Pataxo         | Yamaha    | MAS   | 10  | 15  | Ret | 13   | 24  | 13  | 21  | 14  | 15  |
| 18  | Nélson Santana       | Yamaha    | MAS   | 11  | Ret | 17  | Ret  | 16  |     | 9   | 23  | 12  |
| 19  | Elias Cabreira       | Yamaha    | MAS   | 13  |     | 12  |      | 13  |     | 14  | Ret | 12  |
| 20  | Ricardo Garay        | KTM       | MAS   | 24  |     | 11  |      | 14  | Ret | 17  |     | 7   |
| 21  | Roberto Silva        | KTM       | MAS   | 12  |     | 13  |      |     |     |     |     | 7   |
| 22  | Adavílson Lazzarotto | Yamaha    | MAS   | 26  |     | Ret | C-19 | 21  |     | Ret | 11  | 5   |
| 23  | Bruno Eizerik        | Husqvarna | MAS   | 16  | 12  | 28  | 16   | 31  | 22  | 27  | 25  | 4   |
| 24  | Mariano Serra        | KTM       | MAS   |     |     |     | 15   | 25  | Ret | Ret | 20  | 1   |
| 25  | João Marcelo Tavares | Yamaha    | MAS   | Ret |     | 16  |      | 27  | Ret | Ret | Ret | 0   |
| 26  | Jorge Cardoso        | Honda     | MAS   | 27  | 16  | Ret | 18   |     | 21  |     | Ret | 0   |
| 27  | Ibrail Vergueiro     | Husqvarna | MAS   | 25  |     | Ret | 17   | 22  | 17  | 23  | 17  | 0   |
| 28  | Lucas Fuhr           | KTM       | MAS   | 33  | 18  | 24  | 20   | 26  | 19  | 18  | 16  | 0   |
| 29  | Pedro Stein          | Husqvarna | MAS   | 23  |     | 26  | Ret  | Ret | 16  | 25  | 19  | 0   |
| 30  | Danny Araújo         | Honda     | MAS   | 20  | 17  | Ret | 19   | 17  | 18  | 19  | 27  | 0   |
| 31  | Rodrigo Conte        | Yamaha    | MAS   |     |     |     |      | 20  |     | 16  | 21  | 0   |
| 32  | Santiago Valenzuela  | KTM       | MAS   | 18  |     | 25  |      | Ret |     |     |     | 0   |
| 33  | Mauro Guevgeozián    | Honda     | MAS   |     |     | 19  |      |     |     |     |     | 0   |
| 34  | Mariano Puch         | Honda     | MAS   |     | 19  |     |      | Ret |     |     |     | 0   |
| 35  | Guilherme Guedes     | Honda     | MAS   |     | 20  |     | 21   | 30  | 23  | 30  | 24  | 0   |
| 36  | Solano Silva         | Honda     | MAS   |     | Ret |     | Ret  |     | 20  |     | Ret | 0   |
| 37  | Alessandro Seghetti  | Yamaha    | MAS   |     |     | 21  |      |     |     |     |     | 0   |
| 38  | Ari Zanoni           | Husqvarna | MAS   | 22  |     | 20  |      |     |     |     |     | 0   |
| 39  | Vítor Amaral         | Husqvarna | MAS   | 28  |     | DNS |      | Ret |     | 20  |     | 0   |
| 40  | Ricardo Cougo        | Husqvarna | MAS   | 21  |     | 22  |      |     |     |     |     | 0   |
| 41  | Giovanni Ferraz      | Yamaha    | MAS   |     |     |     |      | 23  |     | 28  |     | 0   |
| 42  | Vinícius Carvalho    | KTM       | MAS   | Ret |     | 23  |      |     |     |     |     | 0   |
| 43  | Jonathan Dellarossa  | KTM       | MAS   | 32  |     | DNS |      | 28  | 24  | 22  | 26  | 0   |
| 44  | Marc Carbó           | KTM       | MAS   | 29  |     | 27  |      | 29  |     | 24  | 22  | 0   |
| 45  | Rogério Poggere      | KTM       | MAS   |     |     |     |      |     | 25  |     | 28  | 0   |
| 46  | Gabriel Vaz          | Honda     | MAS   | 30  |     | Ret |      |     |     |     |     | 0   |
| 47  | Marko Scepovic       | Husqvarna | MAS   | 31  |     |     |      |     |     |     |     | 0   |
| 48  | Fernando Resner      | Honda     | MAS   | 34  |     |     |      |     |     |     |     | 0   |
| 49  | Rafael Pinto         | Honda     | MAS   | 35  |     |     |      |     |     |     |     | 0   |
| 50  | Andrés Mehring       | KTM       | MAS   |     |     |     | Ret  |     |     |     |     | 0   |
| 51  | Mário Manfro         | Suzuki    | MAS   |     | DNS |     |      |     |     |     |     | 0   |
| Pos | Piloto               | Moto      | Clase | SPO | PET | ELF | SUH  | GOI | CTB | MGS | INT | Pts |

| Color     | Resultado                                                               |
| --------- | ----------------------------------------------------------------------- |
| Oro       | Ganador                                                                 |
| Plata     | 2.ª plaza                                                               |
| Bronce    | 3.ª plaza                                                               |
| Verde     | Finalizó en los puntos                                                  |
| Azul      | Finalizó sin puntos                                                     |
| Azul      | NC - No clasificado                                                     |
| Violeta   | Ret - No terminó (Carrera)                                              |
| Rojo      | DNQ - No se clasificó                                                   |
| Negro     | DSQ - Descalificado                                                     |
| Blanco    | DNS - No empezó (carrera)                                               |
| Blanco    | WD - Retirado (fin de semana)                                           |
| Blanco    | C - Carrera cancelada                                                   |
| Sin color | DNP - Inscrito pero no participó                                        |
| Sin color | INJ - Lesionado                                                         |
| Sin color | EX - Excluido                                                           |
| Estado    | Resultado                                                               |
| Negrita   | Pole position                                                           |
| Cursiva   | Vuelta rápida                                                           |
| †         | Abandona, pero clasifica al completar el porcentaje requerido para ello |

### Campeonato de Constructores
| Pos | Constructor | SPO | PET | ELF | SUH | GOI | CTB | MGS | INT | Pts |
| --- | ----------- | --- | --- | --- | --- | --- | --- | --- | --- | --- |
| 1   | KTM         | 1   | 1   | 2   | 3   | 4   | 1   | 1   | 2   | 169 |
| 2   | Yamaha      | 2   | 6   | 5   | 6   | 5   | 2   | 4   | 1   | 120 |
| 3   | BMW         | 8   | 3   | 1   | 1   | 1   | 5   | Ret | 8   | 118 |
| 4   | Kawasaki    | 5   | 2   | 6   | 10  | 3   | 3   | 2   | 7   | 108 |
| 5   | Gas Gas     | 6   | 5   | 9   | 2   | 2   | 7   | 7   | 4   | 99  |
| 6   | Honda       | 3   | 9   | 8   | 4   | 10  | 6   | 5   | 9   | 78  |
| 7   | Husqvarna   | 15  | 12  | 3   | Ret | 6   | Ret | 8   | 6   | 49  |
| 8   | Suzuki      |     | DNS |     |     |     |     |     |     | 0   |
| Pos | Constructor | SPO | PET | ELF | SUH | GOI | CTB | MGS | INT | Pts |

### Superbike Light
| Icono | Categoría     |
| ----- | ------------- |
| EVO   | EVO           |
| LGT   | Light         |
| MAS   | Master        |
| SEN   | Master Senior |

| Pos | Piloto                       | Moto      | Clase | SPO | PET | ELF | SUH | GOI | CTB | MGS | INT | Pts |
| --- | ---------------------------- | --------- | ----- | --- | --- | --- | --- | --- | --- | --- | --- | --- |
| 1   | Joelsu Mitiko                | Kawasaki  | EVO   | 11  | 1   | 1   | 2   | 3   | 1   | 11  | 1   | 146 |
| 2   | André Veríssimo              | Kawasaki  | EVO   | 1   | 2   | 2   | 1   | 4   | 4   | 4   | 3   | 145 |
| 3   | Manow Martins                | Kawasaki  | EVO   | Ret | 3   | 5   | 3   | 2   | 3   | 2   | 2   | 119 |
| 4   | Raphael Santos               | BMW       | LGT   | 5   | 6   | 4   | 6   | 14  | 7   | 6   | 11  | 70  |
| 5   | Rodrigo Dazzi                | BMW       | EVO   |     |     |     | 10  | 1   |     | 3   | 4   | 60  |
| 6   | Leandro Pardini              | BMW       | LGT   | 7   | 5   | 8   | 16  | Ret | 11  | 5   | 7   | 53  |
| 7   | Alex Godói                   | Kawasaki  | MAS   | 10  | 14  | 9   | 9   | 7   | 6   | 9   | 14  | 50  |
| 8   | Rafael Palmieri "Rizada"     | BMW       | EVO   | 2   |     | 3   | 4   |     | Ret |     |     | 49  |
| 9   | Danilo Brun                  | Kawasaki  | LGT   | 9   | 8   | 7   | 14  | Ret | 16  | 7   | 6   | 45  |
| 10  | Édson Luiz Mamute            | Suzuki    | MAS   | 17  |     | 12  | 8   | 6   | 5   | 8   | Ret | 41  |
| 11  | Wesley Lima                  | BMW       | LGT   | 12  | 19  | 14  | 12  | 5   | 13  | 10  | 16  | 35  |
| 12  | Felipe Macan                 | Kawasaki  | EVO   |     |     |     |     |     |     | 1   | 8   | 33  |
| 13  | Felipe Comerlatto            | BMW       | EVO   | 3   | 11  | 19  | 7   | Ret | Ret |     |     | 30  |
| 14  | Victor Villaverde            | BMW       | EVO   |     | 9   |     | 5   |     |     |     | 5   | 29  |
| 15  | Luiz Bertoli                 | Kawasaki  | LGT   | 14  | 16  | 11  | 13  | 12  | 8   |     | 9   | 29  |
| 16  | Luís Ferraz                  | BMW       | LGT   | Ret | 13  | 10  | 19  | 10  | 14  | 12  | 12  | 25  |
| 17  | Juliano Ferrante             | Kawasaki  | EVO   |     | 12  |     |     |     | 2   |     |     | 24  |
| 18  | Breno Barbosa                | Yamaha    | LGT   | 6   |     | 13  | NQ  | 8   |     |     | 13  | 24  |
| 19  | Luciano Pokémon              | Suzuki    | EVO   |     | 4   | 6   |     |     |     |     |     | 23  |
| 20  | Marcelo Skaf                 | Kawasaki  | EVO   | 4   | Ret | Ret | DNA | AN  | 9   | Ret |     | 20  |
| 21  | Luís Armando Boechat         | BMW       | SEN   | 13  | 15  | 15  | 18  | 9   | 12  | 14  | 18  | 18  |
| 22  | Peterson Pet                 | BMW       | LGT   | 8   | 10  | Ret | 11  | Ret | Ret |     |     | 13  |
| 23  | Osvaldo Jorge "Duende"       | Kawasaki  | EVO   |     |     |     | 15  |     |     |     | 10  | 7   |
| 24  | Tiago Binkowski              | Kawasaki  | EVO   |     |     |     |     |     | 10  |     |     | 6   |
| 25  | Rodrigo Simon                | Honda     | LGT   | 16  | 20  | 16  | Ret | 11  | 15  | Ret |     | 6   |
| 26  | Édson Errera                 | Honda     | SEN   | 19  | 22  | 20  | Ret | 13  | 17  | 15  | 19  | 4   |
| 27  | Demétrius Machado            | BMW       | EVO   |     |     |     |     |     |     | 13  |     | 3   |
| 28  | Nélson Gonçalves "Mágico"    | BMW       | SEN   | 20  | 21  | 18  | Ret | 15  | DSQ | DSQ | 21  | 1   |
| 29  | Luiz Roberto Nucci Ziliani   | Ducati    | LGT   | 18  |     | DNS | Ret |     |     |     | 15  | 1   |
| 30  | Serginho Aparecido da Silva  | Yamaha    | LGT   | 15  | Ret | 22  | Ret | Ret |     |     | 20  | 1   |
| 31  | Chrystian Quick              | Honda     | LGT   |     | 17  | 17  | 17  | DSQ |     |     |     | 0   |
| 32  | Santiago Toloza              | MV Agusta | MAS   |     |     |     |     |     |     |     | 17  | 0   |
| 33  | Sérgio Prates                | BMW       | EVO   | DSQ | 18  | DNF | Wth |     |     |     |     | 0   |
| 34  | Émerson Luiz                 | Kawasaki  | MAS   |     |     | 21  | DSQ |     |     |     |     | 0   |
| 35  | Elson Tenebra Otero          | Suzuki    | SEN   |     |     |     |     |     |     |     | 22  | 0   |
| 36  | Caetano Mello                | Kawasaki  | EVO   |     |     |     |     |     | NC  |     |     | 0   |
| 37  | Leandro Siqueira             | Kawasaki  | EVO   |     |     |     | Ret |     |     |     |     | 0   |
| 38  | Fernando Minuscoli           | Kawasaki  | EVO   |     |     |     |     |     | Ret |     |     | 0   |
| 39  | Mauro Burruchaga             | MV Agusta | MAS   |     |     |     |     |     |     |     | Ret | 0   |
| 40  | Marcos Migliorelli           | Ducati    | LGT   | Ret |     |     |     |     |     |     |     | 0   |
| 41  | Fabrício Marciano de Freitas | KTM       | LGT   |     |     |     |     |     |     |     | DNQ | 0   |
| 42  | Lúcio Mauro "Maurão          | BMW       | SEN   |     |     |     |     | AN  |     |     | NQ  | 0   |
| 43  | Eduardo Marques              | Honda     | LGT   |     |     |     |     | AN  |     |     |     | 0   |
| Pos | Piloto                       | Moto      | Clase | SPO | PET | ELF | SUH | GOI | CTB | MGS | INT | Pts |

| Color     | Resultado                                                               |
| --------- | ----------------------------------------------------------------------- |
| Oro       | Ganador                                                                 |
| Plata     | 2.ª plaza                                                               |
| Bronce    | 3.ª plaza                                                               |
| Verde     | Finalizó en los puntos                                                  |
| Azul      | Finalizó sin puntos                                                     |
| Azul      | NC - No clasificado                                                     |
| Violeta   | Ret - No terminó (Carrera)                                              |
| Rojo      | DNQ - No se clasificó                                                   |
| Negro     | DSQ - Descalificado                                                     |
| Blanco    | DNS - No empezó (carrera)                                               |
| Blanco    | WD - Retirado (fin de semana)                                           |
| Blanco    | C - Carrera cancelada                                                   |
| Sin color | DNP - Inscrito pero no participó                                        |
| Sin color | INJ - Lesionado                                                         |
| Sin color | EX - Excluido                                                           |
| Estado    | Resultado                                                               |
| Negrita   | Pole position                                                           |
| Cursiva   | Vuelta rápida                                                           |
| †         | Abandona, pero clasifica al completar el porcentaje requerido para ello |

### Campeonato de Constructores
| Pos | Constructor | SPO | PET | ELF | SUH | GOI | CTB | MGS | INT | Pts |
| --- | ----------- | --- | --- | --- | --- | --- | --- | --- | --- | --- |
| 1   | Kawasaki    | 1   | 1   | 1   | 1   | 2   | 1   | 1   | 1   | 195 |
| 2   | BMW         | 2   | 6   | 3   | 4   | 1   | 7   | 3   | 4   | 122 |
| 3   | Suzuki      | 17  | 4   | 6   | 8   | 6   | 5   | 8   | 22  | 60  |
| 4   | Yamaha      | 6   | Ret | 13  | NQ  | 8   |     |     | 13  | 24  |
| 5   | Honda       | 16  | 20  | 16  | Ret | 11  | 15  | 15  | 19  | 7   |
| 6   | Ducati      | 18  |     | DNS | Ret |     |     |     | 15  | 1   |
| 7   | MV Agusta   |     |     |     |     |     |     |     | 17  | 0   |
| 8   | KTM         |     |     |     |     |     |     |     | DNQ | 0   |
| Pos | Constructor | SPO | PET | ELF | SUH | GOI | CTB | MGS | INT | Pts |

### Supersport 600
| Icono | Categoría |
| ----- | --------- |
| PRO   | PRO       |
| EXT   | Extreme   |
| EST   | Estreante |

| Pos | Piloto                            | Moto      | Clase | SPO | PET | ELF | SUH | GOI | CTB | MGS | INT | Pts |
| --- | --------------------------------- | --------- | ----- | --- | --- | --- | --- | --- | --- | --- | --- | --- |
| 1   | Gustavo Manso                     | Kawasaki  | PRO   | Ret | 2   | 3   | 1   | 1   | 2   | 1   | 2   | 147 |
| 2   | Théo Manna                        | Kawasaki  | PRO   | 5   | 4   | 2   | 3   | 2   | 3   | 2   | 3   | 132 |
| 3   | Lucas Torres                      | Kawasaki  | PRO   |     |     | 1   | 2   | 3   | 1   | 15  | 1   | 112 |
| 4   | Victor "Durval Careca"            | Triumph   | PRO   | 4   | 5   | 5   | 4   | 5   | 4   | 9   | DNS | 79  |
| 5   | Diego Viveiros                    | Kawasaki  | PRO   | 2   | 1   | 4   |     |     |     |     | 6   | 68  |
| 6   | Régis Santos                      | Kawasaki  | EXT   |     |     | 9   | 9   | 4   | 5   | 4   | 7   | 62  |
| 7   | Pedro Kamikaze                    | Kawasaki  | EXT   | 7   | 6   | 10  | 8   | 6   | 6   | 16  | 8   | 61  |
| 8   | Marcello de Souza                 | Kawasaki  | EXT   |     | 9   | 12  | 10  | 7   | 7   | 8   | 10  | 49  |
| 9   | Rubens Mesquita                   | Kawasaki  | PRO   | 6   | 3   | 6   | 6   |     |     |     |     | 46  |
| 10  | Ronaldo "Tutti" Ranieri           | Kawasaki  | EST   | 8   | 18  | 14  | 12  | 10  | 10  | 6   | 11  | 42  |
| 11  | Paulo Joe King                    | Kawasaki  | EST   | 9   | 10  | 13  | 11  | 11  | 9   | Ret | 13  | 36  |
| 12  | Paulo Foroni                      | Kawasaki  | EXT   | 10  | 7   | 20  | Ret | 14  | 12  | 11  | 14  | 28  |
| 13  | Daniel Gurgel Mendonça            | Kawasaki  | PRO   |     | Ret | 8   | 5   |     |     |     | 4   | 26  |
| 14  | Ives Moraes                       | Triumph   | PRO   | 1   |     |     |     |     |     |     |     | 25  |
| 15  | Júlio César Parra                 | Kawasaki  | PRO   | 3   | Ret |     |     |     |     |     | 9   | 23  |
| 16  | Marcos Fortunato                  | Kawasaki  | EXT   | 11  | NQ  | 15  | DSQ | 13  | 8   | 20  | 17  | 17  |
| 17  | Jonas José Vieira "McDonalds"     | Kawasaki  | EST   | 17  | 11  | 17  | 13  | 16  | 13  | 10  | 20  | 17  |
| 18  | Rafael Paschoalin                 | Honda     | PRO   |     |     |     |     |     |     | 3   |     | 16  |
| 19  | Tiago Serafim                     | Kawasaki  | EST   |     |     |     |     |     |     | 5   | 12  | 15  |
| 20  | Franco Pandolfino                 | Kawasaki  | EXT   | 21  | 21  | 11  | 7   |     |     |     | NA  | 14  |
| 21  | Pedro Valiente                    | Yamaha    | PRO   |     |     |     |     |     |     |     | 5   | 11  |
| 22  | Rafael Augusto                    | Kawasaki  | EST   | 14  | 8   | 25  |     |     |     |     |     | 10  |
| 23  | Luiz Cerciari                     | Kawasaki  | PRO   | Ret | Ret | 7   | NPQ |     |     |     |     | 9   |
| 24  | Sebastian Alonso                  | Honda     | PRO   |     |     |     |     |     |     | 7   |     | 9   |
| 25  | Daniel Zape                       | Kawasaki  | EST   |     |     |     |     | 12  | 11  |     |     | 9   |
| 26  | Olímpio Filho                     | Kawasaki  | EST   |     |     |     |     | 8   | Ret |     |     | 8   |
| 27  | Douglas Russo                     | Kawasaki  | EXT   | 12  | 15  | 16  | 15  |     |     | 14  | NA  | 8   |
| 28  | Marco Theodoro                    | Kawasaki  | EST   | INF | 14  | 18  | 16  | 17  | 15  | 12  |     | 7   |
| 29  | Vicente Flores                    | Kawasaki  | EST   |     |     |     |     | 9   | X   |     |     | 7   |
| 30  | Marcos Kawasaki                   | Kawasaki  | EXT   | 13  | 13  | 21  | 17  | 19  | 18  | 18  |     | 6   |
| 31  | Gabriel Silva                     | Yamaha    | EST   | 15  | 12  | Ret |     |     |     |     | Ret | 5   |
| 32  | Júnio Bereta                      | Triumph   | EST   | 20  | 16  | 24  | 20  | 20  | 16  | 13  | 21  | 3   |
| 33  | Thirsen Mourão                    | Yamaha    | EST   | Ret |     |     |     | 15  | 14  |     |     | 3   |
| 34  | Luiz Imparato                     | Kawasaki  | EXT   | 18  | 17  |     | 14  |     |     |     | 16  | 2   |
| 35  | Luiz Boechat                      | Kawasaki  | EST   |     |     |     |     |     |     |     | 15  | 1   |
| 36  | Gérson Caleb                      | Kawasaki  | EXT   | 16  | Ret |     |     |     |     |     | 18  | 0   |
| 37  | Guilherme M. de Assis             | MV Agusta | EST   |     |     |     | 18  | 18  | 17  |     |     | 0   |
| 38  | Reinaldo Spinola                  | Kawasaki  | EST   |     |     |     |     |     |     | 17  |     | 0   |
| 39  | Allan Josefh                      | Triumph   | EST   | DNF | 19  | 22  | 21  |     |     |     | 19  | 0   |
| 40  | Walter Becker                     | Triumph   | EST   | DNS | Ret | 19  | 19  |     |     |     | 23  | 0   |
| 41  | Fernando Henrique Murari "Brutus" | Yamaha    | EST   | 19  | 20  | 23  | 22  |     |     |     |     | 0   |
| 42  | Marcos Fugise                     | Triumph   | EST   |     |     |     |     | 21  | 19  |     |     | 0   |
| 43  | Hebert Pereira                    | Kawasaki  | PRO   |     |     |     |     |     |     | 19  |     | 0   |
| 44  | Fabrício Bandeira                 | Kawasaki  | EST   |     |     |     |     |     |     |     | 22  | 0   |
| 45  | Felipe Macan                      | Kawasaki  | PRO   |     |     |     |     | Ret | DNS |     |     | 0   |
| 46  | Mauro Passarino                   | Kawasaki  | EXT   |     |     |     |     |     |     |     | Ret | 0   |
| 47  | Aroldo Jr                         | Kawasaki  | EST   |     |     |     |     |     |     | Ret |     | 0   |
| 48  | Fabrício Vásques                  | Yamaha    | EXT   | DNS |     |     |     |     |     |     |     | 0   |
| Pos | Piloto                            | Moto      | Clase | SPO | PET | ELF | SUH | GOI | CTB | MGS | INT | Pts |

| Color     | Resultado                                                               |
| --------- | ----------------------------------------------------------------------- |
| Oro       | Ganador                                                                 |
| Plata     | 2.ª plaza                                                               |
| Bronce    | 3.ª plaza                                                               |
| Verde     | Finalizó en los puntos                                                  |
| Azul      | Finalizó sin puntos                                                     |
| Azul      | NC - No clasificado                                                     |
| Violeta   | Ret - No terminó (Carrera)                                              |
| Rojo      | DNQ - No se clasificó                                                   |
| Negro     | DSQ - Descalificado                                                     |
| Blanco    | DNS - No empezó (carrera)                                               |
| Blanco    | WD - Retirado (fin de semana)                                           |
| Blanco    | C - Carrera cancelada                                                   |
| Sin color | DNP - Inscrito pero no participó                                        |
| Sin color | INJ - Lesionado                                                         |
| Sin color | EX - Excluido                                                           |
| Estado    | Resultado                                                               |
| Negrita   | Pole position                                                           |
| Cursiva   | Vuelta rápida                                                           |
| †         | Abandona, pero clasifica al completar el porcentaje requerido para ello |

### Campeonato de Constructores
| Pos | Constructor | SPO | PET | ELF | SUH | GOI | CTB | MGS | INT | Pts |
| --- | ----------- | --- | --- | --- | --- | --- | --- | --- | --- | --- |
| 1   | Kawasaki    | 2   | 1   | 1   | 1   | 1   | 1   | 1   | 1   | 195 |
| 2   | Triumph     | 1   | 16  | 19  | 19  | 20  | 16  | 13  | 19  | 28  |
| 3   | Yamaha      | 15  | 12  | Ret | 22  | 15  | 14  |     | 5   | 19  |
| 4   | Honda       |     |     |     |     |     |     | 3   |     | 16  |
| 5   | MV Agusta   |     |     |     | 18  | 18  | 17  |     |     | 0   |
| Pos | Constructor | SPO | PET | ELF | SUH | GOI | CTB | MGS | INT | Pts |

### Supersport 400
| Icono | Categoría        |
| ----- | ---------------- |
| NJA   | Ninja 400 Cup    |
| MAS   | R3 Master        |
| R3    | R3 Cup           |
| 400   | Ninja 400        |
| NMT   | Ninja 400 Master |
| CBR   | CBR 500R         |

| Pos | Piloto                    | Moto     | Clase | SPO | PET | ELF | SUH | GOI | CTB | MGS | INT | Pts |
| --- | ------------------------- | -------- | ----- | --- | --- | --- | --- | --- | --- | --- | --- | --- |
| 1   | Lincoln Lima Melo         | Kawasaki | 400   | 2   | 1   | 3   | 3   | 5   | 2   | 3   | 2   | 144 |
| 2   | Mauro Passarino           | Kawasaki | NJA   | 1   | 3   | 2   | 1   | 2   | 26  | 16  | 11  | 111 |
| 3   | João Pedro Arratia        | Kawasaki | NJA   | Ret | 4   | 4   | 4   | 3   | 8   | 2   | 1   | 108 |
| 4   | Rafael S. Oliveira        | Kawasaki | 400   | 3   | Ret | 7   | 5   | 1   | 1   | 6   | DSQ | 96  |
| 5   | Leopoldo Manella          | Kawasaki | NJA   |     | 2   | 1   | 2   | 10  | 7   | 10  | 15  | 87  |
| 6   | Mário Salles              | Kawasaki | NJA   | 7   | 7   | 6   | 7   | 6   | 14  | 1   | 8   | 82  |
| 7   | Pedro Balla               | Kawasaki | NJA   | 4   | 5   | 5   | 6   | 8   | 5   | 4   | INF | 80  |
| 8   | Gustavo Silveira "Gão"    | Kawasaki | NJA   | 11  | 8   | 9   | 10  | 9   | 3   | 7   | 7   | 67  |
| 9   | Pedro Foroni              | Kawasaki | NJA   | 9   | 11  | 13  | 14  | 15  | 10  | 5   | 3   | 51  |
| 10  | Mateo Bongiovanni Escobar | Kawasaki | NJA   | Ret | Ret | 14  | 8   | 7   | 6   | 12  | 6   | 43  |
| 11  | Renan Passos              | Kawasaki | NMT   | 8   |     | 16  |     | 12  | 15  | 23  | 16  | 36  |
| 12  | Gabrielly Lewis           | Yamaha   | R3    | 13  | 13  | 11  | 16  | 19  | 13  | 13  | 19  | 35  |
| 13  | Osmar Gonçalves           | Kawasaki | NMT   | 17  | 16  | 17  | 15  | 17  | 11  | 21  | 5   | 35  |
| 14  | Ana Lima                  | Kawasaki | NMT   | 14  | 6   | Ret | 9   | 13  | Ret | 11  | 9   | 34  |
| 15  | Enzo Macapani             | Yamaha   | R3    | 15  | 9   | 12  | Ret | 11  | 9   | 9   | 13  | 34  |
| 16  | Filipe Campos             | Kawasaki | NJA   | 16  | 12  | 10  | 11  | 14  |     |     |     | 17  |
| 17  | Jorge Jr                  | Kawasaki | 400   | 12  | 10  | 18  |     | 18  | 12  | 15  |     | 15  |
| 18  | Léo Mascarello            | Kawasaki | 400   | 10  |     | 8   |     |     |     |     |     | 14  |
| 19  | Raphael Ramos             | Kawasaki | 400   |     |     |     |     |     | 4   |     |     | 13  |
| 20  | João Fascinelli           | Yamaha   | R3    |     |     |     |     |     |     |     | 4   | 13  |
| 21  | Lucca Augusto             | Kawasaki | 400   |     |     |     |     | 4   |     |     |     | 13  |
| 22  | André Schettini           | Kawasaki | 400   |     |     |     | 12  |     |     | 8   |     | 12  |
| 23  | Christian Cerciari        | Kawasaki | 400   | 5   | Ret | DSQ |     |     |     |     |     | 11  |
| 24  | Enzo Valentim Garcia      | Yamaha   | R3    | 6   |     | DSQ |     |     |     |     |     | 10  |
| 25  | Eduardo Burr              | Yamaha   | R3    |     |     |     |     |     |     |     | 10  | 6   |
| 26  | Brayann Santos Ligeirinho | Yamaha   | R3    | 23  | 14  | 15  | 19  | 22  | 19  |     | 14  | 5   |
| 27  | Edinho Pikoloko           | Yamaha   | MAS   | 20  | 18  |     | 26  |     | 20  | 19  | 27  | 5   |
| 28  | Fabrício Zamperetti       | Yamaha   | MAS   | 18  |     | 20  | 21  |     |     | 14  | 20  | 4   |
| 29  | Fábio Vuicik              | Kawasaki | MAS   |     |     |     |     |     |     |     | 12  | 4   |
| 30  | Joaquim Fernandes         | Kawasaki | NMT   |     | 15  | 28  |     |     | Ret |     |     | 1   |
| 31  | Fabinho da Hornet         | Honda    | CBR   | 19  | 17  | 21  | 23  | 23  | 18  | 17  | Ret | 1   |
| 32  | Werley Campelo            | Kawasaki | 400   |     | DNS |     |     | 20  |     |     | 17  | 0   |
| 33  | Felipe K. da Silveira     | Kawasaki | 400   |     |     |     | 17  |     |     |     |     | 0   |
| 34  | Vinícius Martínez         | Kawasaki | NMT   |     |     | 19  | 20  | 16  | 28  |     | 21  | 0   |
| 35  | Alex Fernandes            | Kawasaki | NMT   | 21  | 21  | Ret | 25  | 24  | 17  | 18  | 26  | 0   |
| 36  | Mauro Sapico              | Yamaha   | R3    |     |     |     | 18  | 21  | 16  |     |     | 0   |
| 37  | José Assis                | Kawasaki | MAS   |     |     |     |     |     |     |     | 18  | 0   |
| 38  | Ricardo de Camargo        | Yamaha   | MAS   | 22  | 19  | 27  | 29  |     |     | 20  | Ret | 0   |
| 39  | Eduardo Lopes             | Kawasaki | NMT   |     | 20  |     |     |     |     |     | 24  | 0   |
| 40  | Enzo Dematte              | Kawasaki | 400   |     |     |     |     |     | 23  |     | 22  | 0   |
| 41  | Heitor Ourinho            | Yamaha   | R3    |     | 22  | 24  | 28  | 25  | 29  | 22  | 34  | 0   |
| 42  | Gui Foguetinho            | Yamaha   | R3    |     |     |     | 22  |     | 21  |     | Ret | 0   |
| 43  | Lucas Silva               | Yamaha   | R3    |     |     | 22  | 24  |     |     |     | 23  | 0   |
| 44  | Daniel Leites             | Kawasaki | NMT   |     |     |     |     |     | 22  |     |     | 0   |
| 45  | Magno "Menino de Ouro"    | Kawasaki | NMT   |     | 23  | 25  |     |     |     |     | 29  | 0   |
| 46  | Edgar Grampola            | Honda    | CBR   |     |     | 23  |     |     |     |     |     | 0   |
| 47  | Edinaldo Dias             | Kawasaki | 400   |     |     |     |     |     | 24  |     |     | 0   |
| 48  | Tirsten Soares Mourão     | Kawasaki | NJA   |     |     |     |     |     |     |     | 25  | 0   |
| 49  | Fabiano Silva             | Kawasaki | 400   |     |     |     |     |     | 25  |     |     | 0   |
| 50  | Léo Marques               | Yamaha   | MAS   |     |     | 26  | 27  |     |     |     | 30  | 0   |
| 51  | Vinícius Dissenha         | Kawasaki | 400   |     |     |     |     |     | 27  |     |     | 0   |
| 52  | Flávio Trevizan           | Kawasaki | NJA   |     |     |     |     |     |     |     | 28  | 0   |
| 53  | Ian Góes                  | Yamaha   | R3    |     |     |     | 30  |     |     |     | Ret | 0   |
| 54  | Cauã Buzzo                | Yamaha   | R3    |     |     |     |     |     |     |     | 31  | 0   |
| 55  | Caio Baldoíno             | Yamaha   | R3    |     |     |     |     |     |     |     | 32  | 0   |
| 56  | Gui Stunt                 | Honda    | CBR   |     |     |     |     |     |     |     | 33  | 0   |
| 57  | Léo Soprano               | Yamaha   | R3    |     |     |     |     |     |     |     | 34  | 0   |
| 58  | Vinícius Fideliz          | Kawasaki | NJA   |     |     |     |     |     |     |     | NC  | 0   |
| 59  | Fernando Sainz            | Honda    | CBR   |     |     |     |     | Ret |     |     |     | 0   |
| 60  | Daw Pereira               | Kawasaki | NJA   |     |     |     |     |     |     |     | Ret | 0   |
| 61  | Luciano Charles           | Kawasaki | 400   |     |     |     |     |     |     | Ret |     | 0   |
| 62  | Willians Piuí             | Kawasaki | NMT   |     |     | DSQ |     |     |     |     |     | 0   |
| Pos | Piloto                    | Moto     | Clase | SPO | PET | ELF | SUH | GOI | CTB | MGS | INT | Pts |

| Color     | Resultado                                                               |
| --------- | ----------------------------------------------------------------------- |
| Oro       | Ganador                                                                 |
| Plata     | 2.ª plaza                                                               |
| Bronce    | 3.ª plaza                                                               |
| Verde     | Finalizó en los puntos                                                  |
| Azul      | Finalizó sin puntos                                                     |
| Azul      | NC - No clasificado                                                     |
| Violeta   | Ret - No terminó (Carrera)                                              |
| Rojo      | DNQ - No se clasificó                                                   |
| Negro     | DSQ - Descalificado                                                     |
| Blanco    | DNS - No empezó (carrera)                                               |
| Blanco    | WD - Retirado (fin de semana)                                           |
| Blanco    | C - Carrera cancelada                                                   |
| Sin color | DNP - Inscrito pero no participó                                        |
| Sin color | INJ - Lesionado                                                         |
| Sin color | EX - Excluido                                                           |
| Estado    | Resultado                                                               |
| Negrita   | Pole position                                                           |
| Cursiva   | Vuelta rápida                                                           |
| †         | Abandona, pero clasifica al completar el porcentaje requerido para ello |

### Campeonato de Constructores
| Pos | Constructor | SPO | PET | ELF | SUH | GOI | CTB | MGS | INT | Pts |
| --- | ----------- | --- | --- | --- | --- | --- | --- | --- | --- | --- |
| 1   | Kawasaki    | 1   | 1   | 1   | 1   | 1   | 1   | 1   | 1   | 200 |
| 2   | Yamaha      | 6   | 9   | 11  | 16  | 19  | 9   | 9   | 4   | 49  |
| 3   | Honda       | 19  | 17  | 21  | 23  | 23  | 18  | 17  | 33  | 0   |
| Pos | Constructor | SPO | PET | ELF | SUH | GOI | CTB | MGS | INT | Pts |

### Copa Honda CBR 650R
| Icono | Categoría    |
| ----- | ------------ |
| PRO   | PRO          |
| PMA   | PRO Master   |
| EVO   | EVO          |
| EVM   | EVO Master   |
| LTM   | Light Master |

| Pos | Piloto                    | Moto  | Clase | SPO | PET | ELF | SUH | GOI | CTB | MGS | INT | Pts |
| --- | ------------------------- | ----- | ----- | --- | --- | --- | --- | --- | --- | --- | --- | --- |
| 1   | João Vítor Carneiro       | Honda | PRO   | 1   | 1   | 3   | 1   | 3   | 2   | 2   | 1   | 172 |
| 2   | Felipe Macan              | Honda | PRO   | 3   | 2   | 2   | 4   | 2   | 3   | 3   | 2   | 141 |
| 3   | Guilherme Brito           | Honda | PRO   | 2   | 3   | 1   | 3   | 4   | 1   | 1   | DSQ | 140 |
| 4   | Felipe Gonçalves          | Honda | PRO   | 4   | 4   | 4   | 2   | 1   | 4   | 4   | 3   | 126 |
| 5   | Richard Oliveira          | Honda | PRO   | 7   | 7   | 5   | 5   | 5   | 5   | Ret | 4   | 75  |
| 6   | Alexandre Colorado        | Honda | PMA   | 9   | 9   | 8   | 8   | 6   | 7   | 6   | 6   | 69  |
| 7   | Maurício Marques          | Honda | PRO   | 8   | 5   | 6   | 7   | 10  | 6   | 5   | DSQ | 65  |
| 8   | Maurício Laranjeira       | Honda | EVO   | 12  | 17  | 12  | 11  | 7   | 8   | 8   | 9   | 47  |
| 9   | Michael Valtingojer       | Honda | EVO   | 11  | 11  | 10  | 9   | DSQ | 9   | 9   | 7   | 46  |
| 10  | Marcelo Simões Bode       | Honda | EVO   | 10  | 8   | 9   | 6   | DNS | Ret | 7   | 14  | 42  |
| 11  | Lucas Minato              | Honda | PRO   | 6   | 6   | 7   | Ret | Ret |     |     | 5   | 40  |
| 12  | Rodrigo Medeiros          | Honda | EVM   | 15  | 10  | 13  | 10  | Ret | 10  | NC  | 8   | 30  |
| 13  | Ayres Filho               | Honda | LTM   | 17  | 14  | 16  | 13  | Ret | 12  | 11  | 13  | 23  |
| 14  | Marcos Kawasaki           | Honda | LTM   | 18  | 16  | 17  | 14  | 8   | 13  | 12  | 11  | 22  |
| 15  | Anderson Felipe           | Honda | EVM   | 14  | 13  | 15  | 12  | Ret | Wth | 10  | 15  | 17  |
| 16  | Michael Alexandre "Tanga" | Honda | LTM   | 16  | 15  | 14  | Ret | 9   | 11  | Ret |     | 15  |
| 17  | Marcelo Colorado          | Honda | EVM   | 13  | 12  | 11  |     |     |     |     |     | 12  |
| 18  | Rafael Rigueiro           | Honda | PRO   | 5   | Ret | Ret |     |     |     |     |     | 11  |
| 19  | Ronaldo Suricato          | Honda | EVO   | Ret |     |     |     |     |     |     | 10  | 6   |
| 20  | Luís "Betinho" Ferreira   | Honda | LTM   | 19  |     | 18  | 15  |     |     |     | 12  | 5   |
| 21  | Rafael Paschoalin         | Honda | PRO   |     |     |     |     |     |     |     | DNS | 0   |
| Pos | Piloto                    | Moto  | Clase | SPO | PET | ELF | SUH | GOI | CTB | MGS | INT | Pts |

| Color     | Resultado                                                               |
| --------- | ----------------------------------------------------------------------- |
| Oro       | Ganador                                                                 |
| Plata     | 2.ª plaza                                                               |
| Bronce    | 3.ª plaza                                                               |
| Verde     | Finalizó en los puntos                                                  |
| Azul      | Finalizó sin puntos                                                     |
| Azul      | NC - No clasificado                                                     |
| Violeta   | Ret - No terminó (Carrera)                                              |
| Rojo      | DNQ - No se clasificó                                                   |
| Negro     | DSQ - Descalificado                                                     |
| Blanco    | DNS - No empezó (carrera)                                               |
| Blanco    | WD - Retirado (fin de semana)                                           |
| Blanco    | C - Carrera cancelada                                                   |
| Sin color | DNP - Inscrito pero no participó                                        |
| Sin color | INJ - Lesionado                                                         |
| Sin color | EX - Excluido                                                           |
| Estado    | Resultado                                                               |
| Negrita   | Pole position                                                           |
| Cursiva   | Vuelta rápida                                                           |
| †         | Abandona, pero clasifica al completar el porcentaje requerido para ello |

### Superbike Escola
| Icono | Categoría |
| ----- | --------- |
| ESC   | Escola    |
| EST   | Estreante |

| Pos | Piloto                       | Moto     | Clase | SPO | PET | ELF | SUH | GOI | CTB | MGS | INT | Pts |
| --- | ---------------------------- | -------- | ----- | --- | --- | --- | --- | --- | --- | --- | --- | --- |
| 1   | Felipe Bittencourt           | Suzuki   | ESC   | 1   | 2   | 4   | 5   | 4   | 6   | 5   | 1   | 128 |
| 2   | Alex de Souza                | Kawasaki | ESC   | 6   | 1   | 2   | 1   | Ret | 3   | 1   | 16  | 121 |
| 3   | Christian Simonit            | BMW      | ESC   | 9   | 3   | 7   | 2   | 1   | Ret | 14  | 2   | 99  |
| 4   | Júnior "Juninho 10"          | Kawasaki | ESC   | 3   |     |     | 10  | 5   | 8   | 8   | 4   | 62  |
| 5   | Everton Nicks                | Kawasaki | ESC   | 4   | Ret | 3   | Ret | 6   | 2   |     |     | 59  |
| 6   | Sebastian Bongiovanni        | Kawasaki | EST   | 11  | 6   | 9   | 9   | 2   |     | Ret | 13  | 58  |
| 7   | Adílson Maurício             | Kawasaki | EST   | 8   | 8   | 11  | Ret | 8   | 13  | 10  | 11  | 55  |
| 8   | Lucas Bessa                  | Honda    | EST   |     |     |     | 4   | 3   | 15  | 7   | 3   | 55  |
| 9   | Alex Barbosa                 | BMW      | EST   |     |     | 10  | 11  | 7   | 4   |     | 9   | 40  |
| 10  | Renan Pezani                 | BMW      | ESC   | 7   | 9   |     | 6   |     |     |     | 5   | 37  |
| 11  | Jeferson Bezerra             | BMW      | EST   | 12  |     | 5   | 3   |     | 10  |     |     | 37  |
| 12  | Leandro Nexo                 | BMW      | EST   | 10  | 5   | 6   | 8   | Ret | DNS |     | DNS | 35  |
| 13  | Gustavo Levy                 | Kawasaki | ESC   | 2   | 4   | Ret |     |     |     |     |     | 33  |
| 14  | Vanderlei Pinho              | BMW      | EST   | Ret | 7   | Ret | 7   | Ret | 9   |     | 8   | 33  |
| 15  | Márcio Pacheco               | Kawasaki | EST   |     |     |     |     |     | 1   |     | 10  | 31  |
| 16  | André Batista                | BMW      | ESC   | 5   |     |     |     |     |     | 3   |     | 27  |
| 17  | Thales de Paula              | BMW      | ESC   |     |     | 1   |     |     |     |     |     | 25  |
| 18  | Felipe Pan                   | Kawasaki | EST   |     |     |     |     | 10  | 11  | 11  | 7   | 25  |
| 19  | Adelino Navarro              | Kawasaki | EST   | 13  | 10  | 13  | Ret | 9   |     | 13  | 15  | 23  |
| 20  | Sandro Oliveira              | BMW      | ESC   |     |     |     |     |     |     | 2   |     | 20  |
| 21  | Rafael Maranhão Gonçalves    | BMW      | EST   |     |     |     |     |     |     | 4   |     | 13  |
| 22  | André Grego                  | BMW      | ESC   |     |     |     |     |     | 5   |     | 14  | 13  |
| 23  | Luciano "Tiano"              | BMW      | ESC   |     |     |     |     |     |     | 6   |     | 10  |
| 24  | Dimi Medellas                | BMW      | EST   |     |     |     |     |     |     |     | 6   | 10  |
| 25  | Willian Silva                | Kawasaki | ESC   |     |     |     |     |     | 7   |     |     | 9   |
| 26  | Márcio Rodrigues             | Kawasaki | EST   |     |     | 8   |     |     |     |     |     | 8   |
| 27  | Caio Morisco                 | BMW      | EST   |     |     |     |     |     |     | 9   |     | 7   |
| 28  | Victor Hugo                  | Ducati   | EST   |     |     | 12  |     |     |     |     |     | 4   |
| 29  | Tiago Dellanegra             | BMW      | EST   |     |     |     | 12  |     |     |     |     | 4   |
| 30  | Cláudio Feltrin              | BMW      | ESC   |     |     |     |     |     | 12  |     |     | 4   |
| 31  | Luiz Carlos de Souza Pereira | BMW      | ESC   |     |     |     |     |     |     | 12  |     | 4   |
| 32  | Willian Almeida              | Aprilia  | EST   |     |     |     |     |     |     |     | 12  | 4   |
| 33  | Eduardo Guerreiro            | Kawasaki | EST   | 14  |     |     |     |     |     |     |     | 2   |
| 34  | Cléverson Oliveira           | BMW      | EST   |     |     |     |     |     | 14  |     |     | 2   |
| 35  | Alexandre Augusto            | BMW      | EST   |     |     |     |     |     |     |     | 17  | 0   |
| 36  | Thiago Pedroso               | BMW      | EST   |     |     |     |     |     | Ret |     |     | 0   |
| 37  | Bruno Félix                  | BMW      | EST   |     |     |     |     |     |     |     | Ret | 0   |
| 38  | Givanildo Massardi           | BMW      | EST   |     |     |     |     |     |     | DNS |     | 0   |
| Pos | Piloto                       | Moto     | Clase | SPO | PET | ELF | SUH | GOI | CTB | MGS | INT | Pts |

| Color     | Resultado                                                               |
| --------- | ----------------------------------------------------------------------- |
| Oro       | Ganador                                                                 |
| Plata     | 2.ª plaza                                                               |
| Bronce    | 3.ª plaza                                                               |
| Verde     | Finalizó en los puntos                                                  |
| Azul      | Finalizó sin puntos                                                     |
| Azul      | NC - No clasificado                                                     |
| Violeta   | Ret - No terminó (Carrera)                                              |
| Rojo      | DNQ - No se clasificó                                                   |
| Negro     | DSQ - Descalificado                                                     |
| Blanco    | DNS - No empezó (carrera)                                               |
| Blanco    | WD - Retirado (fin de semana)                                           |
| Blanco    | C - Carrera cancelada                                                   |
| Sin color | DNP - Inscrito pero no participó                                        |
| Sin color | INJ - Lesionado                                                         |
| Sin color | EX - Excluido                                                           |
| Estado    | Resultado                                                               |
| Negrita   | Pole position                                                           |
| Cursiva   | Vuelta rápida                                                           |
| †         | Abandona, pero clasifica al completar el porcentaje requerido para ello |

### Campeonato de Constructores
| Pos | Constructor | SPO | PET | ELF | SUH | GOI | CTB | MGS | INT | Pts |
| --- | ----------- | --- | --- | --- | --- | --- | --- | --- | --- | --- |
| 1   | Kawasaki    | 3   | 1   | 2   | 1   | 2   | 1   | 1   | 4   | 169 |
| 2   | BMW         | 5   | 3   | 1   | 2   | 1   | 4   | 2   | 2   | 150 |
| 3   | Suzuki      | 1   | 2   | 4   | 5   | 4   | 6   | 5   | 1   | 128 |
| 4   | Honda       |     |     |     | 4   | 3   | 15  | 7   | 3   | 55  |
| 5   | Ducati      |     |     | 12  |     |     |     |     |     | 4   |
| 6   | Aprilia     |     |     |     |     |     |     |     | 12  | 4   |
| Pos | Constructor | SPO | PET | ELF | SUH | GOI | CTB | MGS | INT | Pts |

### Honda Junior Cup
| Icono | Categoría        |
| ----- | ---------------- |
| CUP   | Honda Junior Cup |
| FEM   | Cup Feminino     |

| Pos | Piloto                      | Moto  | Clase | SPO | PET | ELF | SUH | GOI | CTB | MGS | INT | Pts |
| --- | --------------------------- | ----- | ----- | --- | --- | --- | --- | --- | --- | --- | --- | --- |
| 1   | João Teixeira               | Honda | CUP   | 1   | 2   | 2   | 2   | 4   | 4   | 4   | 5   | 142 |
| 2   | Guilherme Fernandes         | Honda | CUP   | 2   | 4   | 7   | 1   | 5   | 3   | 2   | 1   | 141 |
| 3   | Leonardo Marques Barbim     | Honda | CUP   | Ret | 3   | 1   | 4   | 2   | 1   | 1   | 4   | 140 |
| 4   | Murilo Gomes Silva          | Honda | CUP   | 4   | 1   | 3   | 5   | 1   | 2   | 3   | 6   | 138 |
| 5   | Enzo Ximenes                | Honda | CUP   | 6   | 5   | 6   | 6   | 3   | 8   | 5   | 8   | 86  |
| 6   | Heitor Luz Santos "Ourinho" | Honda | CUP   | 5   | 6   | 5   | 8   | 6   | 6   | 8   | 7   | 79  |
| 7   | Giovana Brasil              | Honda | FEM   | 3   | Ret | 4   | 3   | 10  | 10  | 6   | 14  | 72  |
| 8   | Letícia Vivolo              | Honda | FEM   | 8   | 8   | 11  | 10  | 12  | 11  | 9   | Ret | 44  |
| 9   | Vítor Hugo                  | Honda | CUP   |     |     | DNS | 7   |     |     | 7   | 2   | 38  |
| 10  | Gabriel Marchi              | Honda | CUP   | 15  | 11  | 15  | 14  | 9   | 7   | 11  | 12  | 37  |
| 11  | Vítor de Castro Ribeiro     | Honda | CUP   | 7   | 7   | 12  | 15  | 14  | 12  |     | 13  | 35  |
| 12  | Miguel Simon                | Honda | CUP   | 9   | 13  | 14  | 16  | 7   | 9   | 12  |     | 33  |
| 13  | Gustavo Martínez            | Honda | CUP   |     |     | 8   | 9   | 8   | 16  |     | 10  | 31  |
| 14  | Érick Adib                  | Honda | CUP   | 14  | 12  | 9   | 12  |     | 14  |     | 9   | 28  |
| 15  | Lucas Mendes                | Honda | CUP   | 11  | 9   | 10  | 11  | 11  | DNS |     |     | 28  |
| 16  | Valentino Dematte           | Honda | CUP   |     |     |     |     |     | 5   |     | 3   | 27  |
| 17  | Fernanda Lopes Marçon       | Honda | FEM   | 13  | 10  | 13  | 17  | 15  | 13  | 10  | Ret | 23  |
| 18  | Alice Matos                 | Honda | FEM   | 10  | Ret | 16  | 13  | 13  | 15  |     | Ret | 14  |
| 19  | Nicolás Torrez              | Honda | CUP   |     |     |     |     |     |     |     | 11  | 5   |
| 20  | Lucas Alsina dos Santos     | Honda | CUP   | 12  | Ret | 17  | Ret | Ret | Ret |     |     | 4   |
| 21  | Rebecca Bernard             | Honda | FEM   |     |     |     |     |     |     | Ret |     | 0   |
| Pos | Piloto                      | Moto  | Clase | SPO | PET | ELF | SUH | GOI | CTB | MGS | INT | Pts |

| Color     | Resultado                                                               |
| --------- | ----------------------------------------------------------------------- |
| Oro       | Ganador                                                                 |
| Plata     | 2.ª plaza                                                               |
| Bronce    | 3.ª plaza                                                               |
| Verde     | Finalizó en los puntos                                                  |
| Azul      | Finalizó sin puntos                                                     |
| Azul      | NC - No clasificado                                                     |
| Violeta   | Ret - No terminó (Carrera)                                              |
| Rojo      | DNQ - No se clasificó                                                   |
| Negro     | DSQ - Descalificado                                                     |
| Blanco    | DNS - No empezó (carrera)                                               |
| Blanco    | WD - Retirado (fin de semana)                                           |
| Blanco    | C - Carrera cancelada                                                   |
| Sin color | DNP - Inscrito pero no participó                                        |
| Sin color | INJ - Lesionado                                                         |
| Sin color | EX - Excluido                                                           |
| Estado    | Resultado                                                               |
| Negrita   | Pole position                                                           |
| Cursiva   | Vuelta rápida                                                           |
| †         | Abandona, pero clasifica al completar el porcentaje requerido para ello |

### Sistema de puntuación
Es lícito descartar los tres peores resultados de la temporada.
| Puntuación | 1° | 2° | 3° | 4° | 5° | 6° | 7° | 8° | 9° | 10° | 11° | 12° | 13° | 14° | 15° |
| ---------- | -- | -- | -- | -- | -- | -- | -- | -- | -- | --- | --- | --- | --- | --- | --- |
| Carrera    | 25 | 20 | 16 | 13 | 11 | 10 | 9  | 8  | 7  | 6   | 5   | 4   | 3   | 2   | 1   |

## Campeones de todas las categorías

### Descripción general
| #   | Categoría                        | Campeón                 | Equipo                | Construtor | Moto                  | Ref |
| --- | -------------------------------- | ----------------------- | --------------------- | ---------- | --------------------- | --- |
| PRO | Superbike PRO                    | Pedro Sampaio           | RXP / TRH Racing      | Honda      | Honda CBR 1000RR      |     |
| MAS | Superbike PRO Master             | Alex Barros             | Alex Barros Racing    | BMW        | BMW S1000RR           |     |
| EVO | Superbike Light Evolution        | Joelsu Mitiko           | Controllity Racing    | Kawasaki   | Kawasaki Ninja ZX-10R |     |
| LGT | Superbike Light                  | Raphael Santos          | Ello Racing           | BMW        | BMW S1000RR           |     |
| MAS | Superbike Light Master           | Alex Godói              | Tuning Prosport       | Kawasaki   | Kawasaki Ninja ZX-10R |     |
| SEN | Superbike Light Master Senior    | Luís Armando Boechat    | Lancer Racing         | BMW        | BMW S1000RR           |     |
| PRO | Supersport 600 PRO               | Gustavo Manso           | Dezeró Racing         | Kawasaki   | Kawasaki Ninja ZX-6R  |     |
| EXT | Supersport 600 Extreme           | Régis Santos            | Elden Racing          | Kawasaki   | Kawasaki Ninja ZX-6R  |     |
| EST | Supersport 600 Estreante         | Ronaldo "Tutti" Ranieri | Roadways Racing       | Kawasaki   | Kawasaki Ninja ZX-6R  |     |
| NJA | Supersport 400 Ninja 400 Cup     | Mauro Passarino         | Tecfil Racing Team    | Kawasaki   | Kawasaki Ninja 400    |     |
| MAS | Supersport 400 R3 Master         | Edinho Pikoloko         | PMA Motorsport        | Yamaha     | Yamaha YZF-R3         |     |
| R3  | Supersport 400 R3 Cup            | Gabrielly Lewis         | NV Racing             | Yamaha     | Yamaha YZF-R3         |     |
| 400 | Supersport 400 Ninja 400         | Lincoln Lima Melo       | Tecfil Racing Team    | Kawasaki   | Kawasaki Ninja 400    |     |
| NMT | Supersport 400 Ninja 400 Master  | Renan Passos            | One Sport Performance | Kawasaki   | Kawasaki Ninja 400    |     |
| CBR | Supersport 400 CBR 500R          | Fabinho da Hornet       | Bolza Corse           | Honda      | Honda CBR 500R        |     |
| PRO | Copa Honda CBR 650R PRO          | João Vítor Carneiro     | Cajuru Racing         | Honda      | Honda CBR 650R        |     |
| PMA | Copa Honda CBR 650R PRO Master   | Alexandre Colorado      | Colorado Racing       | Honda      | Honda CBR 650R        |     |
| EVO | Copa Honda CBR 650R EVO          | Maurício Laranjeira     | Aikoa Racing          | Honda      | Honda CBR 650R        |     |
| EVM | Copa Honda CBR 650R EVO Master   | Rodrigo Medeiros        | MM Motorsport         | Honda      | Honda CBR 650R        |     |
| LTM | Copa Honda CBR 650R Light Master | Ayres Filho             | MM Motorsport         | Honda      | Honda CBR 650R        |     |
| ESC | Superbike Escola                 | Felipe Bittencourt      | PCM/PRT               | Suzuki     | Suzuki GSX-S1000      |     |
| EST | Superbike Estreante              | Sebastian Bongiovanni   | BGB Motorsports       | Kawasaki   | Kawasaki Ninja ZX-10R |     |
| CUP | Honda Junior Cup                 | João Teixeira           | Certainty Racing      | Honda      | Honda CG 160 Titan    |     |
| FEM | Honda Junior Cup Feminino        | Giovana Brasil          | Unifort               | Honda      | Honda CG 160 Titan    |     |

## Cobertura televisiva
Las Carreras de lo Campeonato Brasileño de Superbikes se transmiten por Televisión por Cable incluyendo: ESPN, Fox Sports, Movistar+, CBS Sports y NBC Sports. 

### Cobertura en Brasil
| Transmissão | Transmissão                        |
| ----------- | ---------------------------------- |
| RedeTV      | Narração: Fernando Zanella         |
| RedeTV      | Narração: Gilmar Pessutto          |
| RedeTV      | Comentários: Luiz Gromowski        |
| RedeTV      | Comentários: Paulo Roberto Cavalli |

| Transmissão | Transmissão                    |
| ----------- | ------------------------------ |
| TV Cultura  | Narração: Marco de Vargas      |
| TV Cultura  | Narração: Flávio Gomes         |
| TV Cultura  | Comentários: Dirceu Pedrotti   |
| TV Cultura  | Comentários: Letícia Bonassina |

| Transmissão | Transmissão                   |
| ----------- | ----------------------------- |
| YouTube     | Narração: Alexandre Eiras     |
| YouTube     | Narração: Thiago Fabris       |
| YouTube     | Comentários: Ivar Castagnetti |
| YouTube     | Comentários: Henrique Gava    |

### Otros países
- Colombia: RCN Televisión y RCN HD2
- Portugal: Sport TV
- Reino Unido: BT Sport
- Canadá: Sportsnet
- España: Movistar+
- Hispanoamérica: ESPN y Star+

### Enlaces de transmisión
| Internet (Global) |
| ----------------- |
| YouTube           |
| Motorsport.tv     |
| Facebook          |
| Zoome             |
| Catve.com         |
| Auto Videos       |
| Twitch            |